# Eger
Eger (latinul: Agria, németül: Erlau, szlovákul: Jáger, törökül: Eğri) megyei jogú város Észak-Magyarországon, az Eger-patak völgyében, a Bükk-vidék délnyugati szélén; Heves vármegye és az Egri járás székhelye, Észak-Magyarország második legnépesebb települése. Eger jelentős oktatási és kulturális központ, itt található Magyarország egyik legnagyobb bazilikája, az egri főszékesegyház, számos más híres műemlékkel és múzeummal is rendelkezik, melyek közül kiemelkedő az egri vár. Eger nevű város volt a mai Csehország nyugati területén, mai neve Cheb, valószínűleg vidékéről települtek át Egercsehi lakói Nagy Károly frank uralkodó hódítása elől.
A dinamikusan fejlődő magyar városok közé tartozik. Az elmúlt évtizedekben utak épültek, és velük párhuzamosan az ipari park jelentősége is nőtt, számos bevásárlóközpont létesült. Az egri borvidék központjaként a legjelentősebb magyar borvárosok közé tartozik, az egri bikavér külföldön is ismert és elismert borfajta.

## Földrajz
A város a Bükk-vidék délnyugati szélén elhelyezkedő Egri-Bükkalján, az Eger-patak völgyében fekszik. Utóbbi a település közigazgatási területén, Almárnál fogadja magába az Almár-patakot, Felnémetnél pedig a Tárkányi-patakot. Eger északkeleti részén emelkedik az 532 m magas Nagy-Eged és az 569 m magas Bükk-bérc, Bervától északra pedig az 590 m magas Hosszú-galya.

### Éghajlat
| Hónap                         | Jan. | Feb. | Már. | Ápr. | Máj. | Jún. | Júl. | Aug. | Szep. | Okt. | Nov. | Dec. | Év   |
| ----------------------------- | ---- | ---- | ---- | ---- | ---- | ---- | ---- | ---- | ----- | ---- | ---- | ---- | ---- |
| Átlagos max. hőmérséklet (°C) | 0,9  | 3,7  | 10,1 | 15,9 | 21,6 | 25,0 | 27,3 | 26,6 | 22,3  | 15,6 | 7,7  | 3,1  | 15,0 |
| Átlagos min. hőmérséklet (°C) | −5,7 | −4,2 | −0,2 | 4,3  | 9,7  | 12,5 | 13,9 | 13,4 | 9,4   | 4,5  | 0,5  | −3,0 | 4,6  |
| Átl. csapadékmennyiség (mm)   | 30   | 28   | 35   | 48   | 64   | 77   | 63   | 59   | 45    | 49   | 50   | 42   | 590  |

## Történelem

### Nevének eredete
A város nevének eredete ismeretlen; többek szerint az „éger(fa)” elnevezésből származik (a környező területeken még ma is valóban sok égeres található). Ezen elmélet kritikusai szerint az Eger kifejezés szerepel települések neveiben is közvetlenül (például Zalaegerszeg) vagy formában (mint Grád, Győr). Eger neve a 670 körül a Kárpát-medence északkeleti területére beköltözött bolgár (onogur) népességtől eredhet.

### A középkorban
A környék már a kőkorszak óta lakott terület. A korai középkorban avar és szláv törzsek is éltek itt. A területet a 10. század elején már a honfoglaló magyarság első nemzedéke megszállta, ez az időpont a város határában, Almagyaron és Répástetőn kiásott fegyveres férfisírokban talált arab pénzek alapján keltezhető. A 20. század végén honfoglalás kori leleteket találtak a Szépasszony-völgy környékén is.

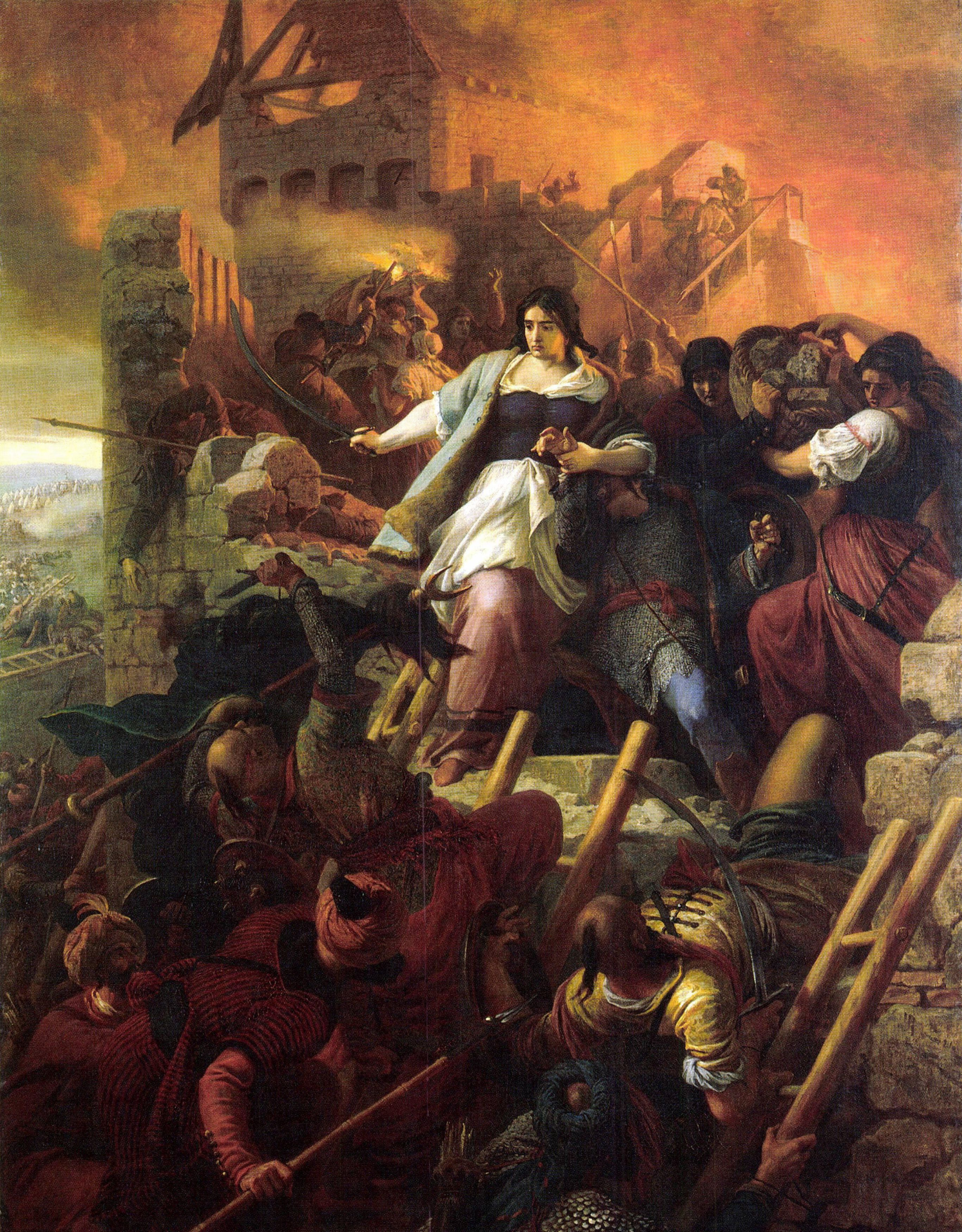
Székely Bertalan: Egri nők, 1867

Szent István az 1009 előtt szervezett tíz püspökség egyikének székhelyévé tette. Az első, mára elpusztult székesegyház a Várhegyen állt, körülötte alakult ki a város történelmi magja. A 11. századból egy kör alakú templom és egy kisebb palota maradványait is feltárták. A Bükk-vidéken épített püspöki székhely gyorsan jelentős központtá fejlődött, majd 1241-ben, II. Kilit püspöksége alatt, a tatárok feldúlták és felégették a várost. A tatárjárás tapasztalataiból okulva IV. Béla 1248-ban kővár építésére adott engedélyt Lambert püspöknek. A 14 és a 15. században a korábban a város széléig terjeszkedő erdőket nagyrészt kiirtották, hogy szőlőt telepítsenek a helyére. Kialakultak a várba és az északi bányavárosok felé vezető útvonalak, a belváros – az Eger-patak régi medréhez igazodó, zegzugos utcái. Több közeli település (Almagyar, Czigléd stb.) összeépült Egerrel. 1442-ben a husziták feldúlták a várost és lakosai közt iszonyú öldöklést vittek véghez. Mátyás király uralkodása alatt Bekensloer János püspök gótikus stílusban átépíttette az akkor még a várban álló püspöki palotát; az épület még ma is látható. Az építkezéseket Dóczy Orbán püspök folytatta, és Bakócz Tamás fejezte be. Ők elkezdték még a várbeli székesegyház késő gótikus átépítését is. Mátyás király halála után Estei Hippolit püspök idején építették a róla elnevezett és közelmúltban felújított Hippolyt-kaput. A parasztlázadás alkalmával 1514-ben Dózsa György egyik vezére, Barnabás, porrá égette a várost.

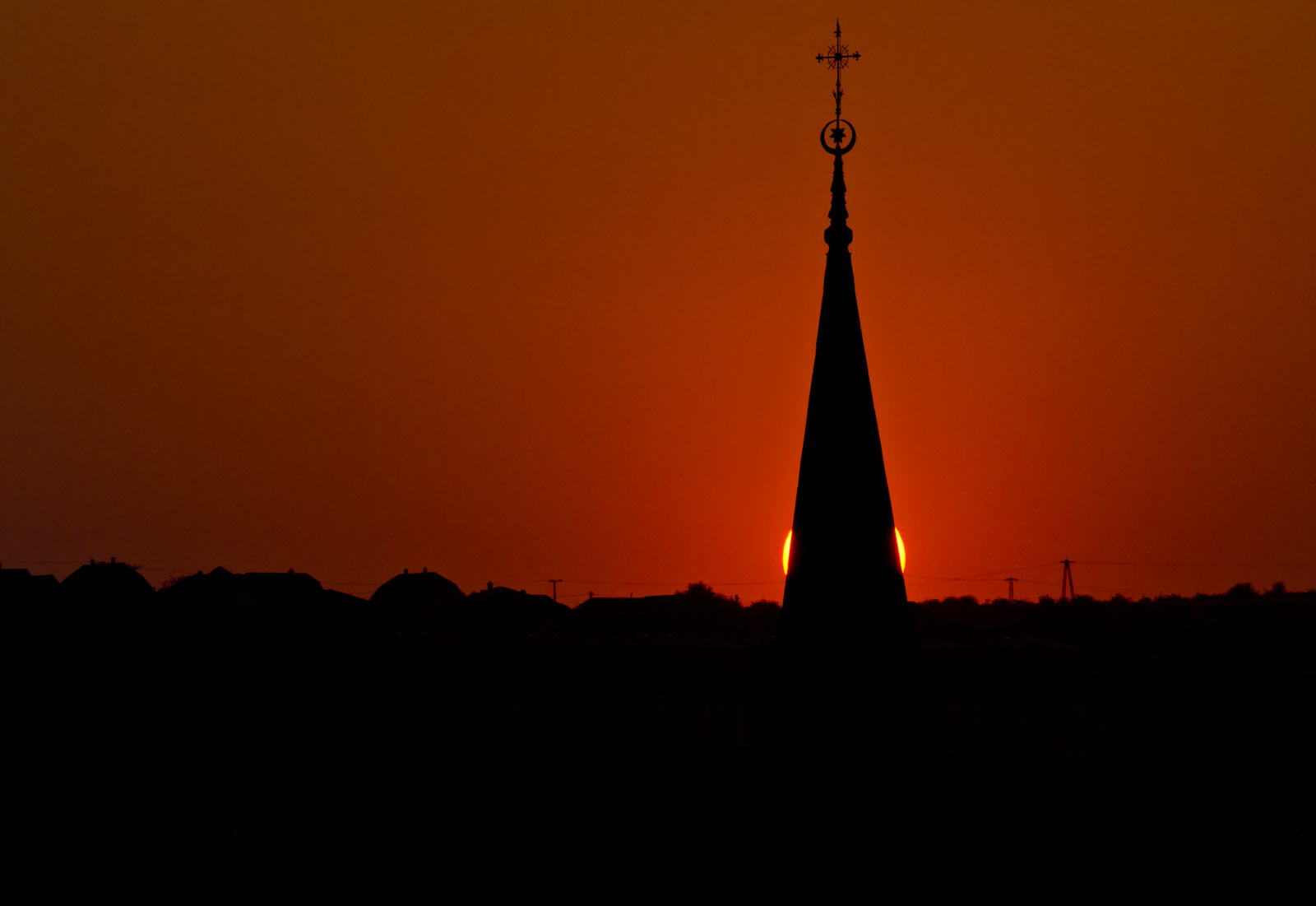
Az egri minaret napnyugtakor. Ez Magyarország legmagasabb és a volt Oszmán Birodalom legészakibb minaretje

Magyarország három részre szakadása idején Eger fontos végvár lett. Dobó István várkapitány parancsnoksága alatt a vár (a nőket és gyerekeket is beleszámítva) kevesebb mint 2100 védője 1552-ben visszaverte egy nagy török sereg támadását. A törökök számát Gárdonyi Géza – természetesen némi túlzással – 154 000-re becsülte. A későbbi történetírók 80 000 fősnek írták le a török sereget, amelynek létszáma a mai történészek szerint 35-40 000 lehetett. Az ostrom történetét a mai olvasók leginkább Gárdonyi Egri csillagok című, népszerű regényéből ismerhetik. Az ostrom alatt teljesen leromlott várat, kiváló olasz hadmérnökök tervei alapján 1553 és 1596 között teljesen átépítették. 1578 áprilisától néhány évig itt katonáskodott Balassi Bálint is. 1596-ban a török újra megostromolta Eger várát, amit a körülbelül hétezer fős védősereg mintegy három hetes ellenállás után feladott – elsősorban azért, mert a seregével a közelben táborozó III. Miksa osztrák főherceg nem volt hajlandó a védők segítségére vonulni. A város 91 éven át, 1687-ig volt az Oszmán Birodalom része, mint egy több szandzsákot magába foglaló vilajet székhelye. Ennek leglátványosabb emléke az egykori birodalom legészakibb ma is álló minaretje. A Várhegy tövében, a vár bejáratától nem messze egy törökfürdő maradványait tárták fel.

### Az újkorban

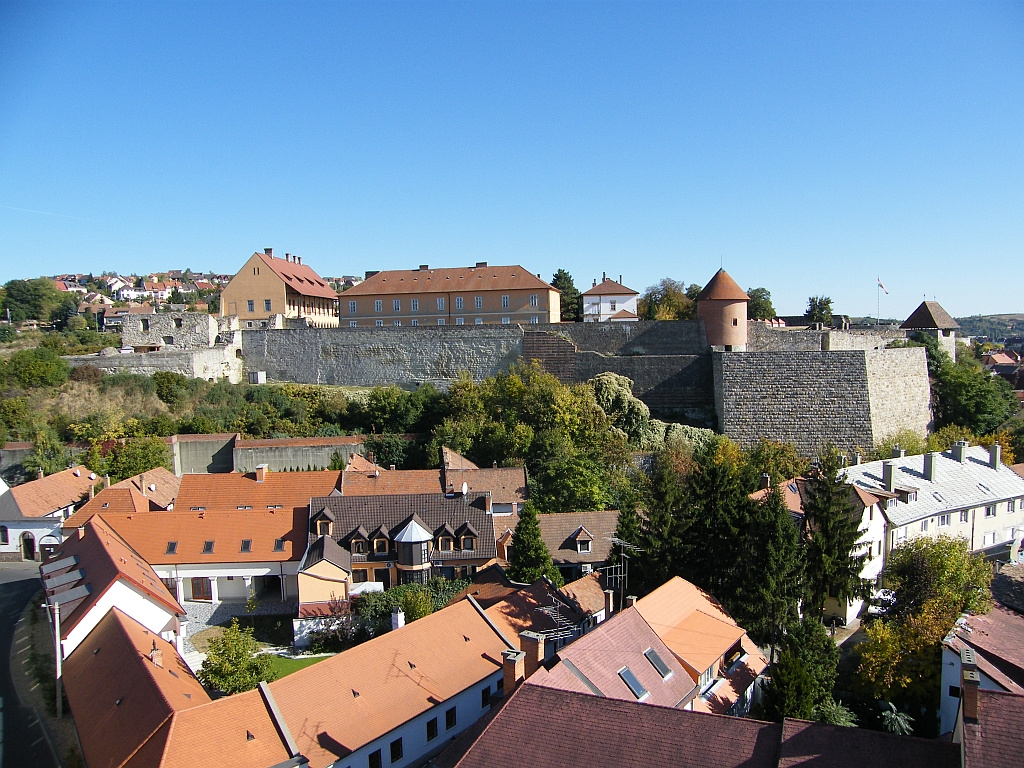
Az egri fellegvár napjainkban

A keresztény csapatok 1687. december 17-én foglalták vissza a várost, miután sikerült kiéheztetniük a vár védőit. Az ostrom alatt a város teljesen leromlott, a falakkal körülvett területen mindössze 413 ház maradt lakható, és ezekben is főként török családok laktak. Mintegy 600 török visszatért Egerbe, megkeresztelkedett, és ezek lettek az elpusztított város első lakói. A felszabadított várost a Habsburgok kincstári birtoknak tekintették, és I. Lipót 1688-ban szabad királyi várossá nyilvánította (azaz mentesítette az egyházi és földesúri terhek alól). Ez az állapot azonban csak 1695-ig tartott, ugyanis ekkor a visszatelepedő Fenessy György püspök kérésére az uralkodó újra püspöki várossá nyilvánította, és a mecseteket keresztény templomokká alakították. 1705-ben a II. Rákóczi Ferenc pártján álló Telekessy István püspök papnevelő intézetet alapított.

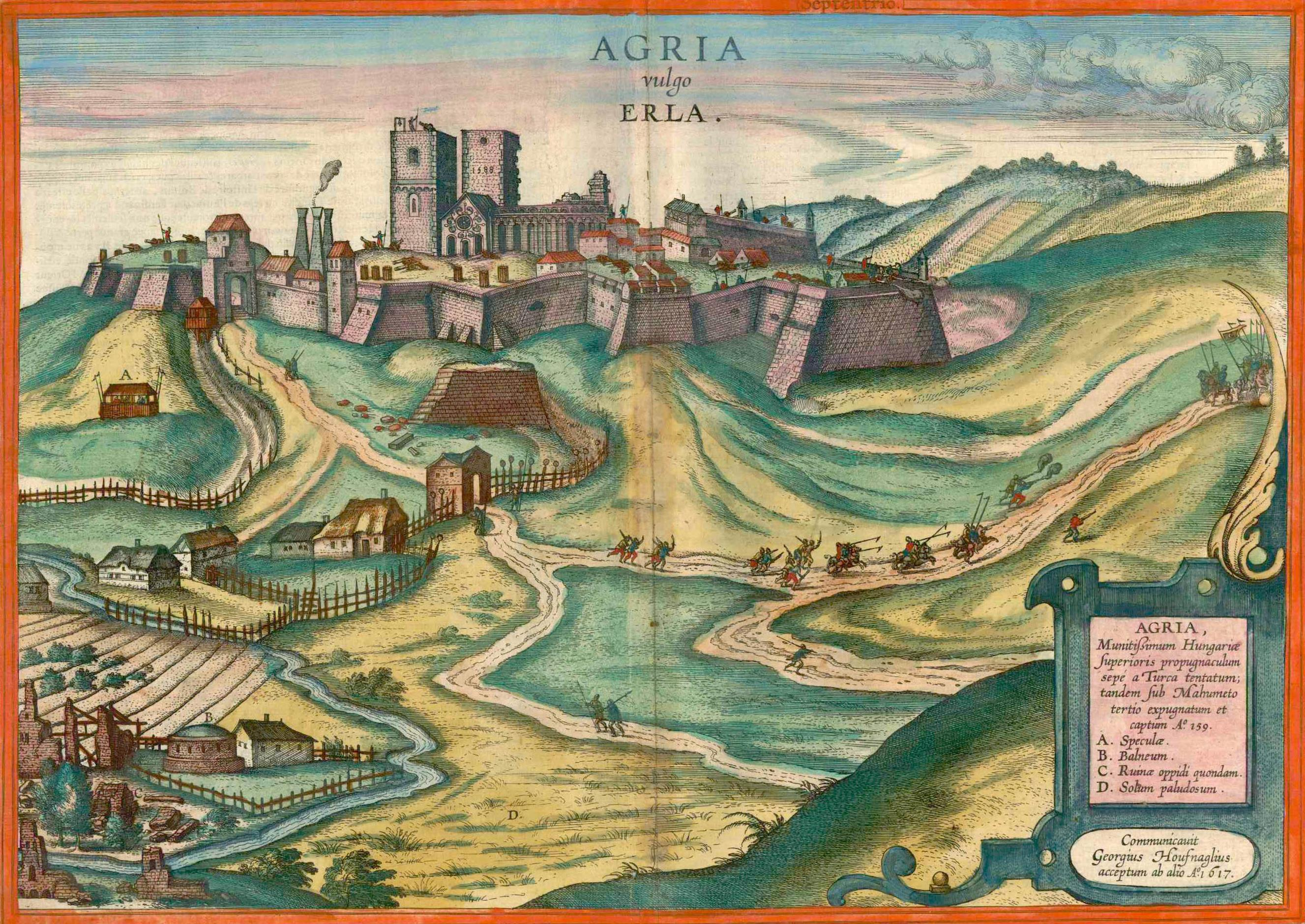
A keresztes csapatok által felszabadított, szinte teljesen elpusztult Eger látképe a 16. század végén, Joris Hoefnagel korabeli metszetén

A Rákóczi-szabadságharc alatt 1703-tól 1711-ig Eger volt a felszabadult országrész központja. Itt volt a fejedelem főhadiszállása, amit rendszeresen fel is keresett. 1705-ben Egerben keltezték (bár nyomda híján máshol nyomtatták) az első magyar hírlapot, a Mercurius Veridicust (Igazmondó Merkúriusz). 1709-ben Egerben találkozott a fejedelem Ukraincewvel, I. Péter cár követével. A követ Egerben halt meg, és valahol a Rác-templom környékén temették el.
A 18. század a virágzás, a fellendülés időszaka volt. A ma is látható barokk városképet Eger püspökei alakították ki, főképpen Barkóczy Ferenc és Eszterházy Károly. Az építkezések számos iparost, kézművest, kereskedőt, művészt vonzottak a városba, többek között itt települt le: Kracker János Lukács, Franz Anton Maulbertsch, Franz Sigrist, Josef Gerl, Fellner Jakab és Fazola Henrik is. A lakosság ugrásszerűen megnőtt, 1688-ban 1200 fő, majd 1787-ben több mint 17 000 fő, ezzel Eger volt az ország hatodik legnépesebb városa. Barkóczy Ferenc, majd nyomdokain Eszterházy Károly püspök a Nagyszombati és a Bécsi Egyetem mintájára Egerben is megpróbált universitast, azaz egyetemet kiépíteni. Ennek bázisául a meglévő oktatási intézményeket szánták, a papnevelő intézetet, a jogi iskolát (amit 1740-ben alapított Foglár György kanonok), és a bölcseleti iskolát (amit 1754-ben pedig Barkóczy püspök hozott létre), valamint Magyarország első orvosi akadémiája, ami 1769. november 5-én nyílt meg. Az egyetemet Eszterházy Károly az erre a célra épített Líceumban kívánta elhelyezni, de Mária Terézia királynő nem engedélyezte az intézmény megalapítását. 1769-ben Egerben Markhot Ferenc irányításával nyílt meg az ország első orvosi iskolája. Az iskolától 1772-ben Mária Terézia megtagadta a doktori fokozat kiadásának jogát, ezért az 1775-ben megszűnt.

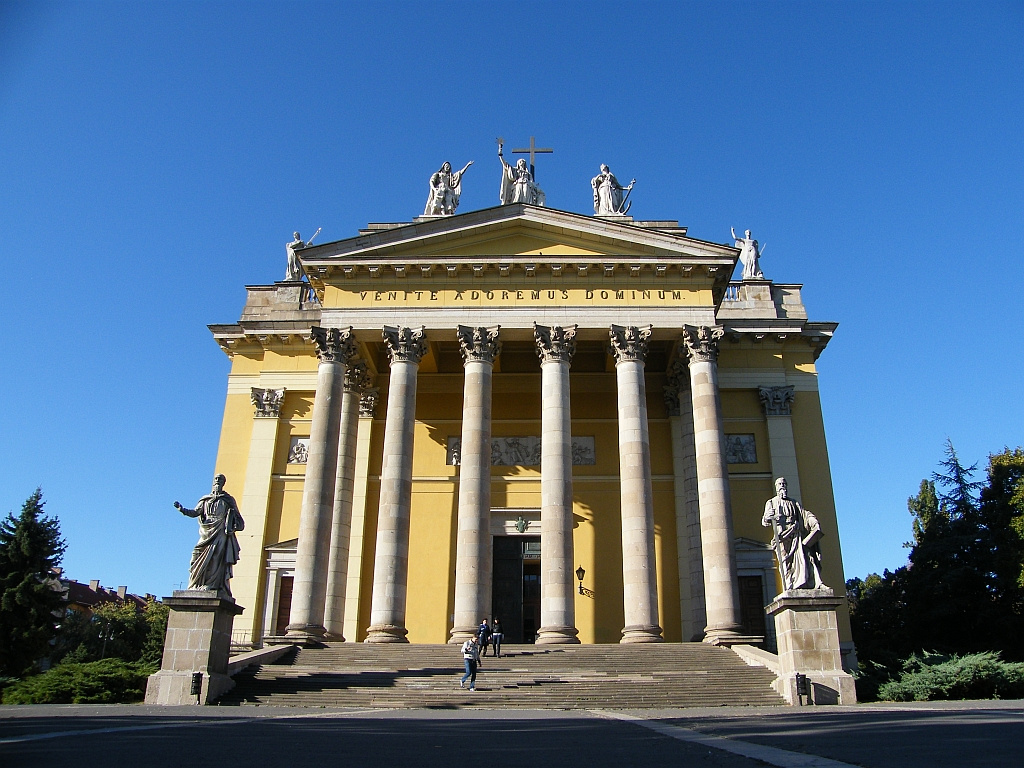
Az 1831 és 1836 között Hild József tervei alapján épült egri bazilika főhomlokzata

A 19. század katasztrófákkal indult. 1800-ban a belváros fele tűzvészben elpusztult, 1801-ben pedig leomlott a vár déli fala is, és megrongált több lakóházat. Az uralkodó 1804-ben érseki székhellyé emelte, de egyúttal kivette a főegyházmegyéből a kassai és a Szatmári egyházmegyét. A városi polgárság szabadulni szeretett volna az egyházi fennhatóság alól, és kérvényt nyújtott be a parlamentnek, hogy nyilvánítsák Egert szabad királyi várossá, de nem jártak sikerrel. 1827-ben a belváros nagy része újra leégett, négy évvel később pedig több mint 200 embert vitt el a kolerajárvány. A reformkorban Pyrker János László érsek képtárat hozott létre, és azt 1844-ben a Magyar Nemzeti Múzeumnak ajándékozta, mivel Eger nem adott számára megfelelő helyet. Lényegében Pyrker ajándéka lett az 1900-ban megnyitott Szépművészeti Múzeum anyagának alapja. Pyrker hozta létre Egerben, 1828-ban az első magyar nyelvű tanítóképzőt, és ő építtette Hild József tervei alapján a neoklasszikus stílusú bazilikát, Magyarország második legnagyobb templomát. 1837-ben Joó János rajztanár Héti Lapok címen elindította az ország első műszaki folyóiratát. 1854-ben az érsek 50 000 forintért lemondott földesúri jogáról (a kilenced és a taksa szedéséről), és ezzel Eger felszabadult az egyház gazdasági hatalma alól. A polgári fejlődés azonban nem gyorsult meg, mivel Eger kimaradt a Miskolcot Budapesttel összekötő vasúti fővonalból, a csomópont Füzesabony lett. A város ipara a malom, a dohánygyár és a lemezárugyárból állt.

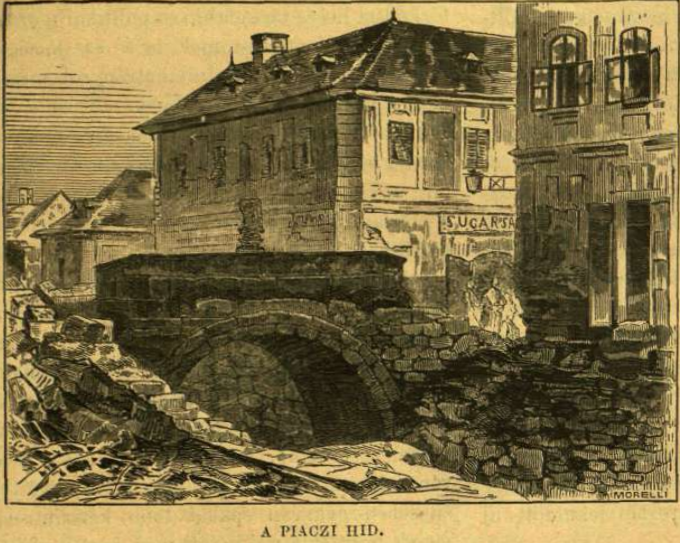
Városrészlet az árvíz után

1878. augusztus 30-án és 31-én egy hatalmas bükk-vidéki felhőszakadás után az Eger-patak kilépett a medréből, és pusztító árvíz öntötte el a belvárost.
Tíz ember meghalt, 35 ház összedőlt, 136 épület súlyosan megrongálódott, háziállatok százai fulladtak a vízbe. Az elöntés legnagyobb magassága 463 centiméter volt. Az árvíz szintjét 17 tábla jelezte a különböző épületeken, többségük ma is látható.

### A 20. századtól napjainkig
A századforduló után Egerben az iskolaváros jelleg dominált, iskolái és más kulturális intézményei miatt a „magyar Athénnak” is nevezték. 1904-ben nyílt meg Eger első kőszínháza, megkezdték a csatornázást és az egyéb közművek építését is. Az első világháború után lassan indult újra a gazdasági élet. 1925-től újra nagy építkezések kezdődtek. Az Egri csillagok népszerűsége ösztönzőleg hatott a vár régészeti ásatásainak megkezdésére is. 1933-ban az országban az elsők között Eger is engedélyt kapott gyógyfürdő építésére.
A második világháború alatt, 1944 őszén a visszavonuló német csapatok gyárakat, üzemeket szereltek le, elhajtották az állatokat, megrongálták a vasútállomást, felrobbantották az Eger-patak valamennyi hídját. A szovjet csapatok november 30-án vonultak be a városba. December 12-én német repülők bombázták és gépfegyverrel lőtték a város belterületét, 20 ház összedőlt, 33 ember meghalt, 87 megsebesült. A második világháború után sok épületet emeltek szerte a városban.1961-ben a városhoz csatolják Felnémetet. A 70-es évektől egymás után nőttek ki a földből a mai Felsőváros, a Maklári és Hatvani Hóstya, valamint Lajosváros panelházai. A Belvárosban felépítették az odáig egységesen barokk arculattól idegen Dobó téri áruházat és új külsőt kapott a Gárdonyi Színház is (ezt azóta ismét átépítették). A 80-as évekre elkészült a 25-ös főútnak a Belvárost elkerülő szakasza, ezután a Széchenyi út déli szakaszáról és a Belváros legtöbb utcájából kitiltották a közúti forgalmat.
1968-ban a barokk belvárost védetté nyilvánították, és ezzel több más várostól eltérően megkímélték a további, oda nem illő épületek beépítésétől. 1978-ban a települést a helyi műemlékek védelméért Hild János-díjjal tüntették ki. A városvédő tevékenység elismeréseként Egerbe került az ICOMOS (Történelmi Városok és Falvak Nemzetközi Bizottsága) magyarországi székhelye. Az 1990-es évektől elsősorban a külvárosokban építkeznek. Új lakóparkok jöttek létre, a Felnémet-Pásztorvölgyi és a Napsugár utcai. A Bitskey Aladár uszodát Makovecz Imre tervezte. Felnémet és Eger között bevásárlónegyed épült számos nagy áruházzal. Elkészült a déli elkerülő út, és ezzel párhuzamosan sokat fejlődött az Egri Ipari Park is. 2008 márciusában Egert is elérte a plázahullám, megnyílt Észak-Magyarország egyik legnagyobb bevásárlóközpontja, az Agria Park.
Eger egykoron katonaváros volt. A Dobó István Laktanya 2007-es bezárásáig sok alakulatnak adott helyet. Az első alakulat 1853-ban került Egerbe. A Császári-és királyi 60. Gyalogezred, ami 1918-ig állomásozott itt. Az első világháborút követően a Magyar Királyi Honvédség 14. Dobó István Gyalogezrede állomásozott a laktanyában.
A háborút követően a Magyar Néphadsereg 6. Gépkocsizó, majd Gépesített Lövészezrede mondhatta magának a laktanyát. 1963-ban költözött Hatvan-Nagygombosról Egerbe a 24. Felderítő Zászlóalj, ami a gyöngyösi Gépkocsizó Lövészhadosztály felderítő alakulata volt. A 6. Gépesített Lövészezredet először harckocsiezreddé alakították át, majd összevonták a verpeléti 35. Harckocsi Ezreddel, és ez 1991-ben Kalocsára költözött.
2007-ben a MH 24. Bornemissza Gergely Felderítő Zászlóalj Debrecenbe került áthelyezésre, ahol a MH 5. Bocskai István Lövészdandár felderítő alegysége lett. Az átdiszlokáció során az alakulat közel 50%-a nem vállalta a költözést. A zászlóalj távozása után a 116 éves Dobó István Laktanyát bezárták.

## Népesség
Eger lakónépessége 2022. október 1-jén 49 182 fő volt, ami Heves vármegye össznépességének 17,2%-át tette ki. A 2011-es népszámlálás óta 7387 fővel csökkent a város lakosság száma. Ebben az évben az egy km²-re jutó lakók száma, átlagosan 533 ember volt. Eger népesség korösszetétele igen kedvezőtlen. 2022-ben a város lakónépességének a 12%-a 14 évnél fiatalabb, míg a 65 éven felülieké 25% volt. 2022-ben a férfiaknál 71,1, a nőknél 78,1 év volt a születéskor várható átlagos élettartam. A legmagasabb befejezett iskolai végzettség szerint az érettségi végzettséggel rendelkezők élnek a legtöbben a városban 16 736 fő, utánuk a következő nagy csoport a diplomával rendelkezők 13 720 fővel. 2022-ben a 6 évnél idősebb népesség 86%-nál volt internet elérési lehetősége. A népszámlálás adatai alapján a város lakónépességének 7,2%-a, mintegy 3540 személy vallotta magát valamely kisebbséghez tartozónak. A kisebbségek közül cigány, német és ukrán nemzetiségűnek vallották magukat a legtöbben.
A 19. század utolsó harmadától Eger lakosságszáma egyenletesen növekedett, egészen 1941-ig. A második világháború után a népesség visszaesett. 1949-től a közlekedési infrastruktúra kiépülésének, az ipar fejlődésének, és hogy sok épületet emeltek szerte a városban, rohamtempóban nőtt a város népessége, egészen 1980-ig. A legtöbben 1990-ben éltek Egerben 61 573 fő. A 90-es évektől, egészen napjainkig csökken a város népességszáma, ma már kevesebben laknak Egerben, mint 1980-ban.
A 2022-es népszámlálási adatok szerint a magukat vallási közösséghez tartozónak valló egriek túlnyomó többsége római katolikusnak tartja magát. Emellett jelentős egyház a városban még a református.

### Iskolai végzettség
| Iskolai végzettség                | Iskolai végzettség               | Iskolai végzettség | Iskolai végzettség | Iskolai végzettség |
| --------------------------------- | -------------------------------- | ------------------ | ------------------ | ------------------ |
|                                   |                                  |                    |                    | fő                 |
| Általános iskolát nem végezte el  | Általános iskolát nem végezte el |                    | 3622               | 3622               |
| Általános iskola                  | Általános iskola                 |                    | 5878               | 5878               |
| Szakmunkás                        | Szakmunkás                       |                    | 6707               | 6707               |
| Érettségi                         | Érettségi                        |                    | 16 736             | 16 736             |
| Diploma                           | Diploma                          |                    | 13 720             | 13 720             |
| A 2022. évi népszámlálás szerint. |                                  |                    |                    |                    |

A 2001-es népszámlálási adatok alapján, Egerben a legmagasabb befejezett iskolai végzettség szerint az érettségi végzettséggel rendelkezők éltek a legtöbben 17 533 fővel. Második legnagyobb csoport az általános iskolai végzettséggel rendelkezőek voltak 12 990 fővel, utánuk következett a diplomások 9086 fővel, az általános iskolai végzettséggel nem rendelkezőek 7704 fővel, végül a szakmunkások 7316 fővel.
A 2011-es népszámlálási adatok alapján, Egerben a legmagasabb befejezett iskolai végzettség szerint az érettségi végzettséggel rendelkezők éltek a legtöbben 18 464 fővel. Második legnagyobb csoport a diplomás végzettséggel rendelkezők voltak 12 197 fővel, utánuk következett az általános iskolai végzettséggel rendelkezők 10 162 fővel, a szakmunkások 7391 fővel, végül az általános iskolai végzettséggel nem rendelkezőek 4956 fővel.
A 2022-es népszámlálási adatok alapján, Egerben a legmagasabb befejezett iskolai végzettség szerint az érettségi végzettséggel rendelkezők éltek a legtöbben 16 736 fővel. Második legnagyobb csoport a diplomai végzettséggel rendelkezők voltak 13 720 fővel, utánuk következett a szakmunkás végzettséggel rendelkezők 6707 fővel, az általános iskolai végzettségűek 5878 fővel, végül az általános iskolai végzettséggel nem rendelkezőek 3622 fővel.

### Etnikai összetétel
A 2001-es népszámlálás adatok szerint a város lakossága 57 986 fő volt, ebből a válaszadók 56 471 fő volt, 56 393 fő magyarnak, míg 776 fő cigánynak vallotta magát, azonban meg kell jegyezni, hogy a magyarországi cigányok (romák) aránya a népszámlálásokban szereplőnél lényegesen magasabb. 213 fő német, 108 fő szlovák és 35 fő román etnikumnak vallotta magát.
A 2011-es népszámlálás adatok szerint a város lakossága 56 569 fő volt, ebből a válaszadók 47 276 fő volt, 47 196 fő magyarnak vallotta magát, az adatokból az derül ki, hogy a magyarnak vallók száma jelentősen csökkent tíz év alatt, ennek egyik fő oka, hogy többen nem válaszoltak. Az elmúlt tíz év alatt, a nemzetiségiek közül a legjelentősebben a cigányok (1112 fő), németek (402 fő) és a románok (87 fő) száma nőtt. A román és a német nemzetiségűek száma szinte megkétszereződött. A szlováknak vallók száma (75 fő) kismértékben csökkent, az elmúlt tíz év alatt. A megyén belül, Egerben él a legtöbb magát arabnak (31 fő), orosznak (59 fő), szlováknak, németnek valló nemzetiségi.
A 2022-es népszámlálás adatok szerint a város lakossága 31 312 fő volt, ebből a válaszadók 26 550 fő volt, 44 223 fő magyarnak vallotta magát. Az elmúlt tizenegy év alatt, a nemzetiségiek közül a legjelentősebben az ukránok (154 fő) száma nőtt, miközben jelentősen csökkent a cigányok (800 fő) és a németek (297 fő) száma. A népszámlálás adatai nem részletezi az el nem ismert nemzetiségeket, de a számuk jelentősen nőtt, 2011 óta 708 főről 2041 főre.

### Vallási összetétel
Eger lakóinak vallási összetétele 2022-ben
A 2001-es népszámlálási adatok alapján, Egerben a lakosság több mint fele (72,3%) kötődött valamelyik vallási felekezethez. A legnagyobb vallás a városban a kereszténység, melynek legelterjedtebb formája a katolicizmus (63,7%). A katolikus egyházon belül a római katolikusok száma 36 438, míg a görögkatolikusoké 495 fő volt. A városban népes protestáns közösségek is éltek, főleg reformátusok (4 516 fő) és evangélikusok (368 fő). Az ortodox kereszténység inkább az országban élő egyes nemzeti kisebbségek (oroszok, románok, szerbek, bolgárok, görögök) felekezetének számít, számuk elenyésző volt az egész városi lakosságához képest (46 fő). Szerte a városban számos egyéb kisebb keresztény egyházi közösség működik. A zsidó vallási közösséghez tartózók száma 15 fő volt. Jelentős a száma azoknak a városban, akik vallási hovatartozásukat illetően nem kívántak válaszolni (9,4%). Felekezeten kívülinek a város lakosságának 18,3%-a vallotta magát.
A 2011-es népszámlálás adatai alapján, Egerben a lakosság fele (50,2%) kötődött valamelyik vallási felekezethez. A két népszámlálás között eltelt tíz év alatt a városi lakosság vallási felekezethez való tartozás jelentősen csökkent, ennek egyik oka, hogy sokan nem válaszoltak. A legnagyobb vallás a városban a kereszténység, melynek legelterjedtebb formája a katolicizmus (42,6%). Az elmúlt tíz év alatt, a katolikus valláshoz tartozók száma negyedével esett vissza. A katolikus egyházon belül a római katolikusok száma 23 762 fő, míg a görögkatolikusok 339 fő volt. A városban népes protestáns közösségek is éltek, főleg reformátusok (3 149 fő) és evangélikusok (231 fő). Az ortodox kereszténység inkább az országban élő egyes nemzeti kisebbségek (oroszok, románok, szerbek, bolgárok, görögök) felekezetének számít, számuk elenyésző volt az egész városi lakosságához képest (22 fő). Szerte a városban számos egyéb kisebb keresztény egyházi közösség működik. A zsidó vallási közösséghez tartózók száma 22 fő volt. Összességében elmondható, hogy az eltelt tíz év során a zsidó valláson kívül, minden más egyházi felekezetekhez tartozók száma jelentősen csökkent. Jelentős a száma azoknak a városban, akik vallási hovatartozásukat illetően nem kívántak válaszolni (31,4%), tíz év alatt megháromszorozódott a számuk. Felekezeten kívülinek a város lakosságának 18,4%-a vallotta magát.
2022-es népszámlálás adatai alapján, Egerben a lakosság kevesebb mint a fele (45,2%) kötődik valamelyik vallási felekezethez. Az elmúlt tíz év alatt a városi lakosság vallási felekezethez tartozása jelentősen csökkent, ennek egyik oka, hogy sokan nem válaszoltak. A legnagyobb vallás a városban a kereszténység, melynek legelterjedtebb formája a katolicizmus (36,5%). Az elmúlt tíz év alatt, a katolikus valláshoz tartozók száma negyedével esett vissza. A katolikus egyházon belül a római katolikusok száma 17 775 fő, míg a görögkatolikusok 350 fő. A városban népes protestáns közösségek is élnek, főleg reformátusok (176 fő) és evangélikusok (176 fő). Az ortodox kereszténység inkább az országban élő egyes nemzeti kisebbségek (ukránok, románok, szerbek, bolgárok, görögök) felekezetének számít, számuk az elmúlt 11 év alatt megduplázódott (53 fő). A zsidó vallási közösséghez tartózók száma 12 fő. Jelentős a száma azoknak a városban, akik vallási hovatartozásukat illetően nem kívántak válaszolni (40,3%). Felekezeten kívülinek a város lakosságának 14,8%-a vallotta magát.

## Önkormányzat és közigazgatás

### Országgyűlési képviselők
A régi választójogi törvény, az 1989. évi XXXIV. törvény hatálya alatt a város a Heves megyei 1. számú választókerülethez tartozott. Jelenleg a 2011. évi CCIII. törvény értelmében az új Heves vármegyei 1. sz. országgyűlési egyéni választókerület székhelye.
| Név           |  | Párt   | Terminus  | Választókerület                                                               |
| ------------- |  | ------ | --------- | ----------------------------------------------------------------------------- |
| Szarvas Béla  |  | MDF    | 1990–1994 | Régi Heves megyei 1. sz. választókerület                                      |
| Korózs Lajos  |  | MSZP   | 1994–1998 | Régi Heves megyei 1. sz. választókerület                                      |
| Homa János    |  | Fidesz | 1998–2002 | Régi Heves megyei 1. sz. választókerület                                      |
| dr. Nagy Imre |  | MSZP   | 2002–2010 | Régi Heves megyei 1. sz. választókerület                                      |
| Habis László  |  | Fidesz | 2010–2014 | Régi Heves megyei 1. sz. választókerület                                      |
| Nyitrai Zsolt |  | Fidesz | 2014–2022 | Heves vármegyei (2022-ig: megyei) 1. sz. országgyűlési egyéni választókerület |
| Pajtók Gábor  |  | Fidesz | 2022-     | Heves vármegyei (2022-ig: megyei) 1. sz. országgyűlési egyéni választókerület |

### Polgármesterei
| Terminus  | Név                   | Jelölő szervezet(ek)           |
| --------- | --------------------- | ------------------------------ |
| 1990–1994 | Dr. Ringelhann György | független                      |
| 1994–1998 | Dr. Ringelhann György | független                      |
| 1998–2002 | Dr. Nagy Imre         | MSZP-SZDSZ                     |
| 2002–2006 | Dr. Nagy Imre         | MSZP-SZDSZ                     |
| 2006–2010 | Habis László          | ELE                            |
| 2010–2014 | Habis László          | Fidesz-KDNP                    |
| 2014–2019 | Habis László          | Fidesz-KDNP                    |
| 2019–2024 | Mirkóczki Ádám        | Egységben a Városért Egyesület |
| 2024–     | Vágner Ákos           | Fidesz-KDNP                    |

### A 2024-es önkormányzati választás eredménye
- A polgármester-választás eredménye[36]

| Jelölt neve    | Jelölő szervezet(ek) | Jelölő szervezet(ek)                   | Szavazatok száma | Szavazatok aránya |
| -------------- | -------------------- | -------------------------------------- | ---------------- | ----------------- |
| Vágner Ákos    |                      | Fidesz – KDNP                          | 8527             | 35,51%            |
| Mirkóczki Ádám |                      | CKE                                    | 6370             | 26,52%            |
| Pál György     |                      | DK – MSZP- Momentum- Párbeszéd- ZÖLDEK | 3020             | 12,57%            |
| Domán Dániel   |                      | MKKP                                   | 1963             | 8,17%             |
| Tarsoly József |                      | Független                              | 1566             | 6,52%             |
| Oroján Sándor  |                      | Egerért Most Egyesület                 | 1203             | 5,01%             |
| Dr.Pápai Ákos  |                      | Mi Hazánk                              | 1044             | 4,35%             |
| Orosz Lászlóné |                      | Független                              | 323              | 1,34%             |
| Összesen       |                      |                                        | 24 016           | 100%              |

- A képviselőtestület-választás eredménye[37]

| Párt | Párt                                   | Mandátumok | Képviselő-testület | Képviselő-testület | Képviselő-testület | Képviselő-testület | Képviselő-testület | Képviselő-testület | Képviselő-testület | Képviselő-testület | Képviselő-testület | Képviselő-testület | Képviselő-testület |
| ---- | -------------------------------------- | ---------- | ------------------ | ------------------ | ------------------ | ------------------ | ------------------ | ------------------ | ------------------ | ------------------ | ------------------ | ------------------ | ------------------ |
|      | Fidesz–KDNP                            | 9          | P                  |                    |                    |                    |                    |                    |                    |                    |                    |                    |                    |
|      | Független                              | 2          |                    |                    |                    |                    |                    |                    |                    |                    |                    |                    |                    |
|      | DK – MSZP- Momentum- Párbeszéd- ZÖLDEK | 1          |                    |                    |                    |                    |                    |                    |                    |                    |                    |                    |                    |
|      | CKE                                    | 1          |                    |                    |                    |                    |                    |                    |                    |                    |                    |                    |                    |
|      | MKKP                                   | 1          |                    |                    |                    |                    |                    |                    |                    |                    |                    |                    |                    |
|      | Mi Hazánk                              | 1          |                    |                    |                    |                    |                    |                    |                    |                    |                    |                    |                    |

### Címer
|  | « Eger város címere csücskös talpú kék pajzs, amelynek zöld talpán természetes színű, két lőréses, három, pártázatos, nyitott kapujú bástyával megerősített védőfal áll. Balról ágaskodó ezüst (fehér) egyszarvú (unicornis), első lábaival hegyével felfelé álló, arany markolatú, kétélű ezüst kardot tart, amelyre zöld kígyó tekeredik. A kard hegyén ezüst hatágú csillag. Jobbról természetes színű, kiterjesztett szárnyú sas lebeg, karmai között nyitott könyvet tart. A pajzsfő közepén arany napkorona fele. A pajzsot takarók helyett barokkos arany-ezüst indadísz keretezi, az indák közül jobbra és balra egy-egy vörös nyelvű griff feje tekint ki. » |

## Gazdaság
Eger az Egri borvidék központja. Itt működik többek között a Gróf Buttler Borászat, a Kovács Nimród Borászat és a St. Andrea Szőlőbirtok.

## Városszerkezet

### Városrészei
Almagyar a város keleti oldalán található domb, Eger legelegánsabb része. Hajdan a vár alatt (déli irányban) egy Almagyar nevű különálló falu volt, erről kapta nevét a keleti dombon települt városrész, de ez nem jelent folytonosságot. Déli oldalára épült az Eszterházy Károly egyetem több épülete (a C és a D), valamint a kollégium épülete.
Almár a legészakabbra fekvő, kissé elkülönült városrész, főleg hétvégi házak találhatók itt.
Belváros Eger belvárosát gyakran nevezik Európa barokk gyöngyszemének. Itt található többek között Magyarország harmadik legnagyobb temploma, valamint a több száz éves múlttal rendelkező Eszterházy Károly Egyetem főépülete, a Líceum, az autóbusz-pályaudvar, valamint ide költözött a Kepes György Vízuális Központ is. A Belváros festőiségét javarészt középkorból megmarad utcaszerkezete és számos barokk illetve neobarokk, eklektikus épületének finom feszültsége adja.
A Berva lakótelep az egykori egri Finomszerelvénygyár (Berva Rt.) dolgozóinak épült, 1954-ben. A recski kényszermunkatábor foglyai építették kényszermunka keretében. Felnémet városrész északkeleti részén található. Felnémet 1961-es Egerhez való csatolásáig ezen városrészhez tartozott, ekkor még hivatalos neve is Felnémeti lakótelep volt.
Két lakótelep volt, az I. és a II. számú. A II. lakótelepen volt a gyár igazgatójának, főmérnökének, az igazgató gépkocsivezetőjének és más fontos embereknek a szolgálati lakása, kertes, földszintes sorházakban. Az I. sz. – a köznyelvben gyakran csak „ötös” lakótelepként emlegetett (eleinte 5 ház állt csak) – lakótelepen a gyár dolgozói kaptak lakást. Az I. sz. („ötös”) lakótelep szolgáltató házának földszintjén élelmiszerbolt, mozi, presszó és fodrászat (később fogászat) üzemelt, az emeletén bölcsőde és óvoda. A II. sz. lakótelep és a gyár között helyezkedett el a kultúrház és a két épületből álló munkásszálló (férfi és női épület). A gyári építkezéseken dolgozó munkások elszállásolására emelt alap nélküli, lapostetős, földszintes felvonulási épületekből később lakásokat alakítottak ki, amelyek már az 1980-as években használhatatlanok voltak, így lebontásra kerültek, egy kivétellel, mely ma háromlakásos sorház. A „kettes” lakótelep mögött volt a vízház, ami biztosította a gyár részére a vizet. Korábban a lakótelep is innen kapta a kiváló minőségű forrásvizet, de a közelmúltban a városi vízműre kötötték a telepet. Az ötvenes években az ÁVH őrizte, az őröket német juhászkutyákkal megerősített felvezetőkkel vitték a helyszínre. A kutyák kenneljei a gyár bejáratánál, a hegyoldalban voltak.
A vízháztól tovább haladva mintegy 500 méterrel található a Berva-völgyi Cserkészpark, és a Bagolyvár cserkészház.
A Bagolyvár a szocializmus idején részben vendégházként, részben munkásszállóként üzemelt. Itt vendégeskedett több alkalommal Urbach László híres motorversenyző és motorkonstruktőr is. Mindig a kor fura járműveivel érkezett, pl. BMW Isettával.
A Cifra hóstya a Belvárostól északra fekvő városrész, tele szűk, egyirányú utcákkal és apró házakkal. Itt található a Tűzoltómúzeum, illetve Vitkovics Mihály szülőháza, a szerb parókia. Nevét a várost egykor körülvevő falrendszer Felnémet felőli szépen díszített kapujáról, a „Cifra kapuról” kapta. A megújuló városrész egyik színfoltja a Práff-malom épületét is magába foglaló Eventus Üzleti, Művészeti Középiskola épülete. A közel négyezer négyzetméteres területen a 104 fős Eventus Panziót, informatikai kabineteket, osztálytermeket, előadótemeket, tanárit találjuk. A húszas években épült Cifra iskolában kaptak helyet az intézmény alkalmazott művészeti szaktantermei.
Csákó egykori neve Szent István-város volt. Csendes kertvárosi negyed, nagyobb lakóházakkal. Nyugati oldalán találjuk az egri vasútállomást.
Az Érsekkert Eger legnagyobb parkja, melynek közepén az egykor a Bárány uszodában állt szökőkút másolata látható. Északkeleti csücskében zenepavilon épült (itt nyaranta könnyű- és komolyzenei koncerteket adnak). Délnyugati részébe sportlétesítmények épültek – stadion, vívóklub, teniszklub és a Dr. Kemény Ferenc Sportcsarnok várja a mozogni, drukkolni vágyókat.
Felnémet a múlt század második felében Egerhez csatolt település megőrizte falusias jellegét. Valaha itt volt a (mai nevén) Felsőtárkányi Állami Erdei Vasút belső végállomása az egri Faraktár végállomás megszüntetése után.
Felsőváros a rendszerváltás előtt Csebokszári lakótelep névvel született városrész, elsősorban négy- és tízemeletes épületekkel. Itt él Eger lakosságának körülbelül egyharmada. Három középiskolának is otthont ad, a Wigner Jenő Műszaki, Informatikai Középiskolának, a Neumann János Középiskola és Kollégiumnak, valamint a Szent Lőrinc Vendéglátó és Idegenforgalmi Szakközép- és Szakmunkásképző Iskolának.
A Hajdúhegy az Almagyar-dombhoz hasonló jellegű, azzal ellentétes oldalon fekvő kertvárosi negyed, északi részében főleg emeletes házakkal.
A Hatvani hóstya a városrészt kettészeli a 25-ös főút, attól északra nagyrészt emeletes házak, délre inkább családi házak találhatók. Itt találjuk Eger egyetlen református templomát, valamint a városi stadiont.
Az Ipari park a rendszerváltoztatás óta lendületesen fejlődő terület Lajosvárostól keletre található. Számos multinacionális vállalat telepedett meg itt, sok száz munkahelyet biztosítva a környéken lakóknak.
Károlyváros Eger egyik nagyobb városrésze, a Belvárostól nyugatra fekszik. A 25-ös főút hosszanti irányban kettévágja. Itt található az egykori dohánygyár átalakításából született Agria Park Bevásárló- és Szórakoztató Központ, az Egészségügyi Szakközépiskola, valamint a Dobó István Laktanya. Emeletes és családi házak egyenlő arányban épültek erre a környékre. A Vörösmarty út és Barkóczy utca közé eső része Alsó-Károlyváros.
Lajosváros Eger déli városrésze, több középiskola (Egri Szilágyi Erzsébet Gimnázium és Kollégium; Egri Kereskedelmi, Mezőgazdasági, Vendéglátóipari Szakközép-, és Szakképző Iskola és Kollégium) és kollégium épült ide. Kertvárosi jellegű városrész a főút mentén sok emeletes házzal.
A Maklári hóstya, Tihamér a legtöbb új épülettel (nagyrészt társasházakkal) rendelkező városrész. Itt található az Egri Malom, a Bitskey Aladár uszoda és a Strandfürdő is.
A Pásztor-völgy egy fiatal kertvárosi negyed Felnémet nyugati részén. A Pásztorvölgyi Általános Iskola és Gimnázium épületét Thoma Emőke tervezte.
Ráchegy A belváros északi határán fekvő városrész, hajdan az itt megtelepült rácok, azaz ortodox szerb és görög lakosság lakta. Legjelentősebb épülete a Rác templom
A Rác hóstya a Felsővárostól nyugatra fekszik, szintén kertváros. Déli részében borászatok épültek.
Szent Miklós-város A Széchenyi utca közúti részével párhuzamosan, attól Nyugatra fekvő keskeny sáv.
A Szépasszony-völgyben országos hírű pincék vannak; ez az egri borvidék világszerte ismert „fellegvára”.
Eger az 1552-es ostrom török harcosait temették ide, innen kapta nevét. A ma álló ú.n. belső vártól keletre fekszik. Szintén kertváros.
A Tihamér valaha a városfalon kívül fekvő, különálló falu volt.
A vár, Magyarország egyik leglátogatottabb történelmi emléke, bemutatóhelye.
Vécsey-völgy az Almagyar-dombtól északra találjuk, ugyancsak kertváros, tele panziókkal és apartmanokkal, lakóparkokkal. Innen 1–2 km-re található az Apolló Sportrepülőtér.

#### A Bajcsy-Zsilinszky utca épületei

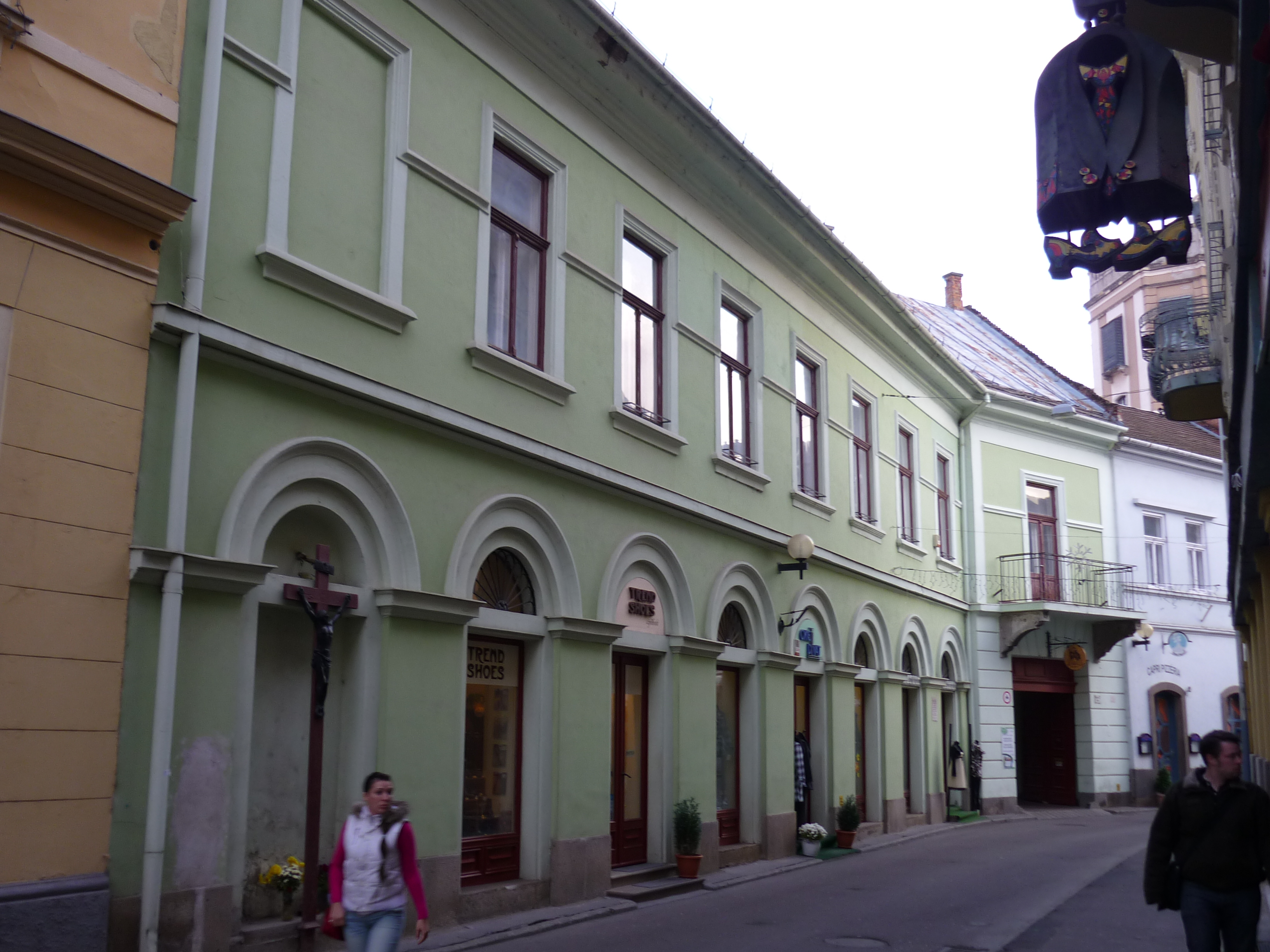
A Grőber-ház (Bajcsy-Zsilinszky u. 6.)
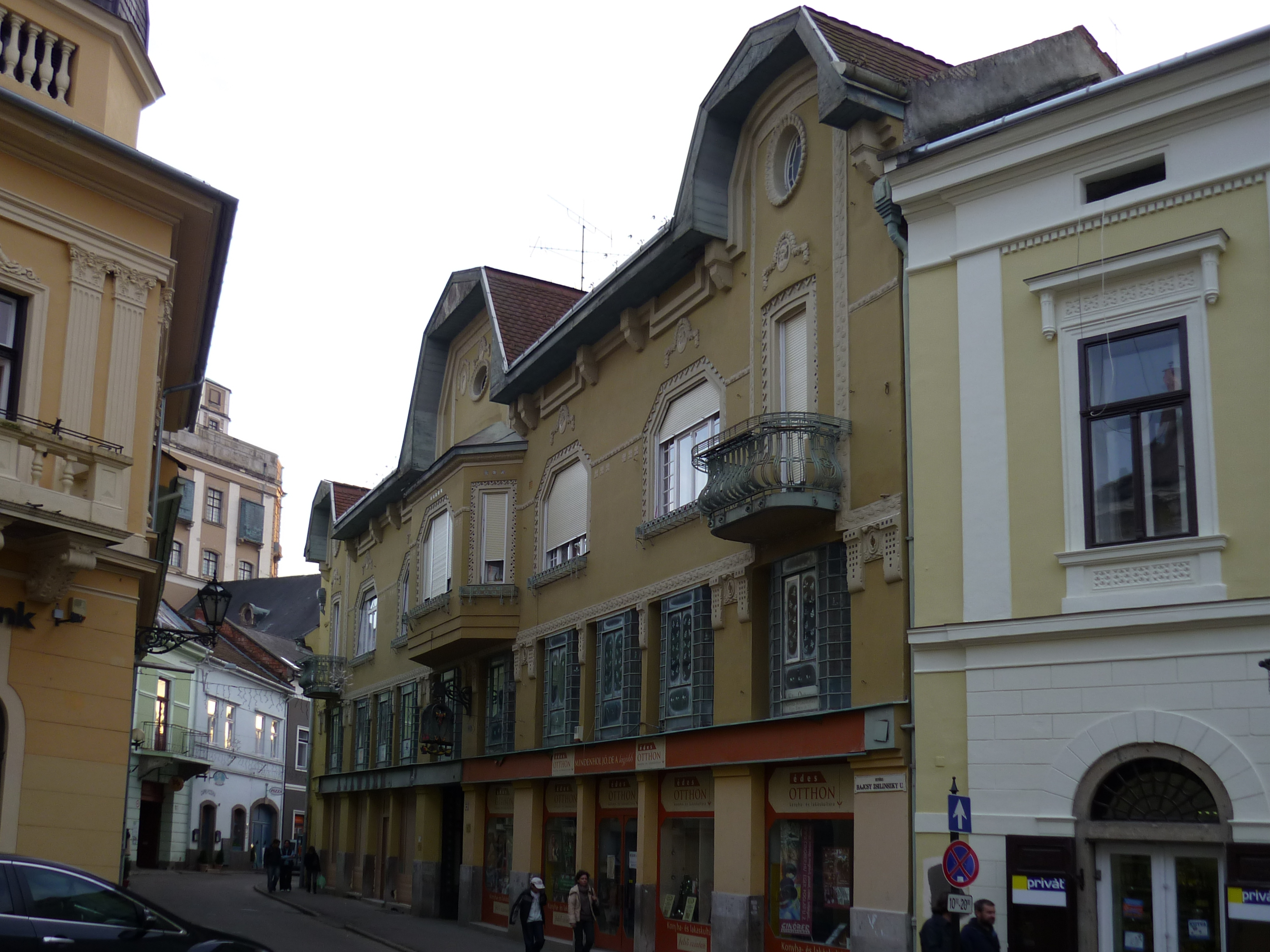
Bajcsy-Zsilinszky u. 15.
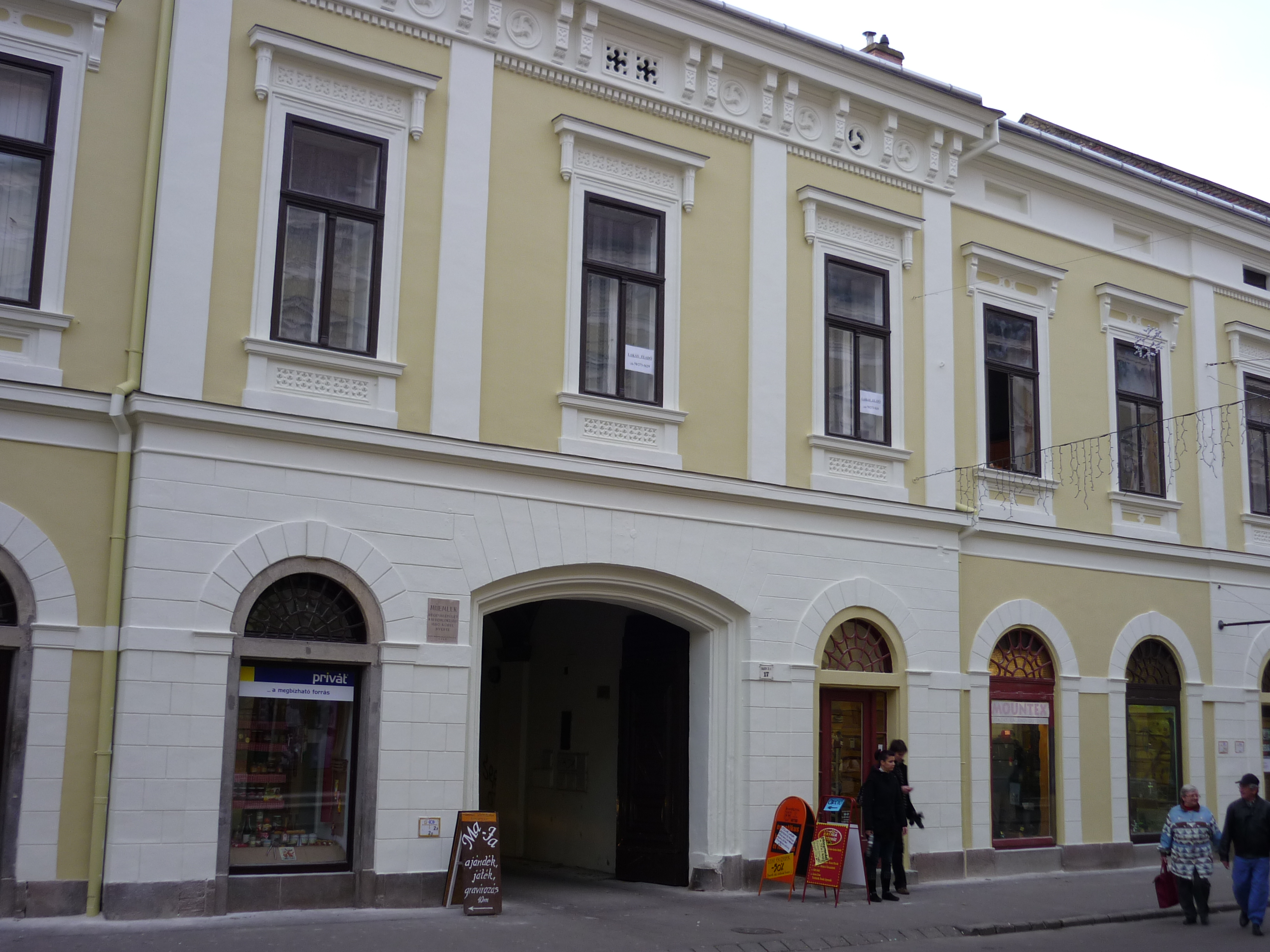
A Sághy–Steinhauser-ház (Bajcsy-Zsilinszky u. 17.)
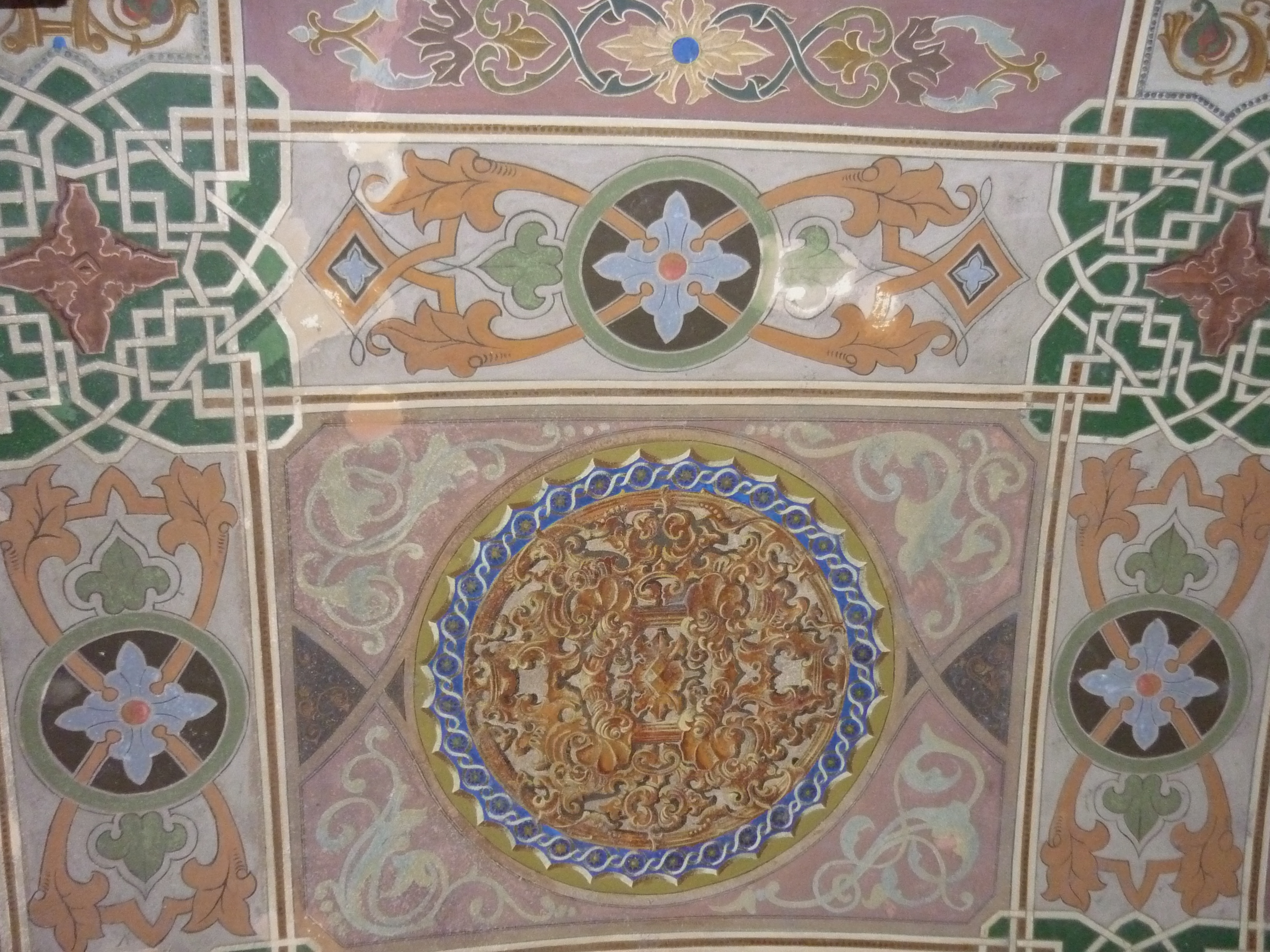
Freskó a Sághy–Steinhauser-ház kapualjában

- A Grőber-ház (Bajcsy-Zsilinszky u. 6.; hrsz.: 4955) zárt sorú beépítésben álló, U alaprajzú, egyemeletes, műemlék jellegű (törzsszáma: 1923), klasszicista lakóház. A szélső nyugati tengelyben nyílik kapuja, fölötte erkéllyel. Az udvarban a déli szárnyon földszintes gazdasági épület áll. Földszinti helyiségeit különböző típusú boltozatok fedik, az emeletiek síkfödémesek. Korábbi épületek felhasználásával építtette Grőber Ferenc vaskereskedő (az építész: ifj. Zwenger József volt). Emeletét 1900 körül átalakították. 1970 után egy újabb átalakítással a homlokzati részletformákat leegyszerűsítették. Lépcsőkorlátja, függőfolyosója, ajtói és ablakai klasszicista, illetve historizáló stílusúak.
- A Sághy–Steinhauser-ház (Bajcsy-Zsilinszky u. 17.; hrsz.: 4930/1, 4930/2) zárt sorú beépítésben álló, L alaprajzú, egyemeletes lakóház. Műemlék, törzsszáma: 1925. Homlokzatát enyhén kiülő közép- és oldalrizalit tagolja. Udvari szárnyában egykor tűzoltó szertár állt, udvarában romantikus stílusú kerti ház. Romantikus kapu, díszítőfestés, ablakrácsok. Építtette Sághy Mihály báró, alispán (építész: Povolni János). 1851–1859 között romantikus stílusban átalakították; ekkor nyerte mai homlokzatát. 1887-től a Remenyik és Steinhauser családoké volt.

#### Az Almagyar utca épületei

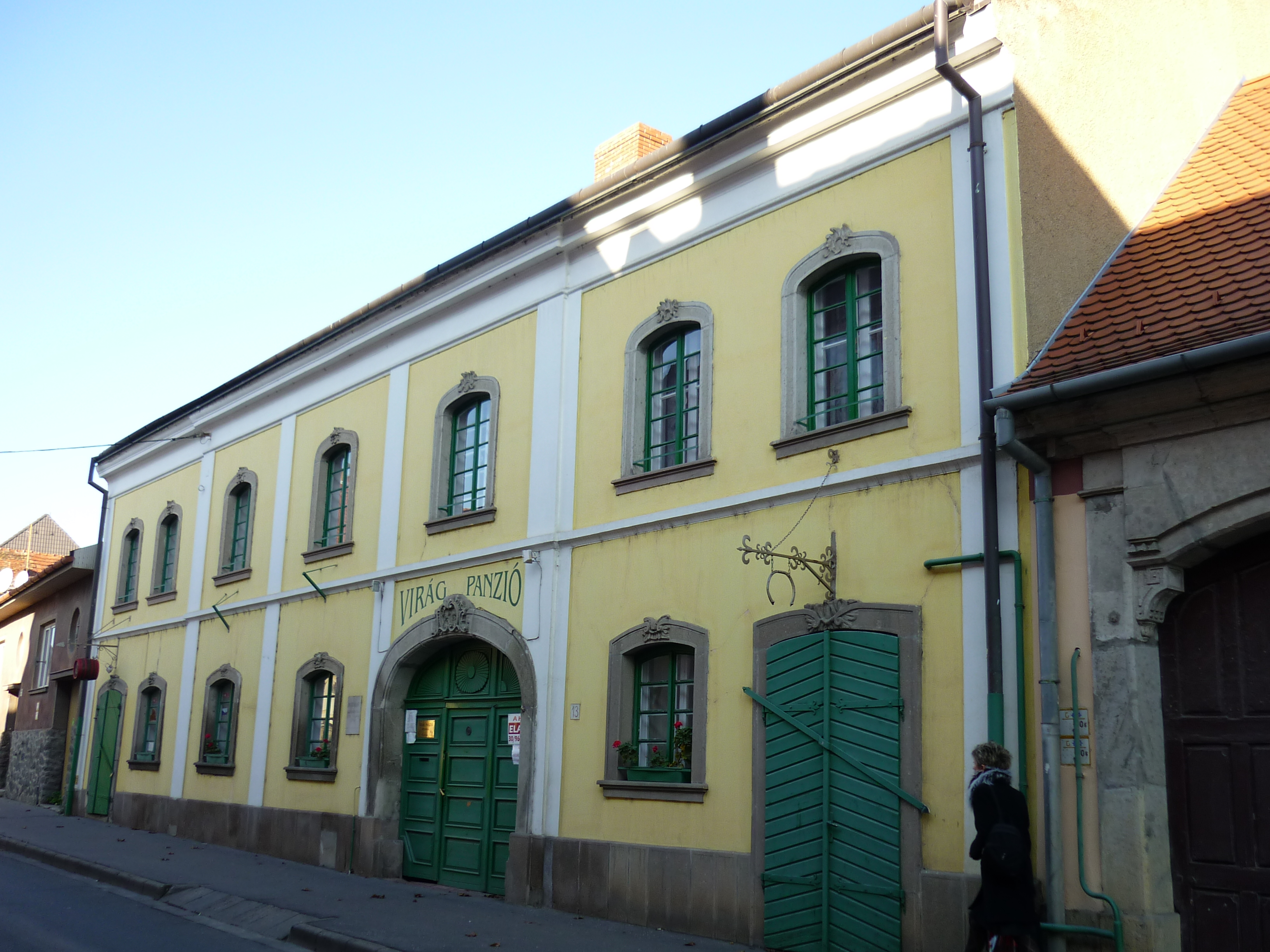
Hauser-Bodnár-ház
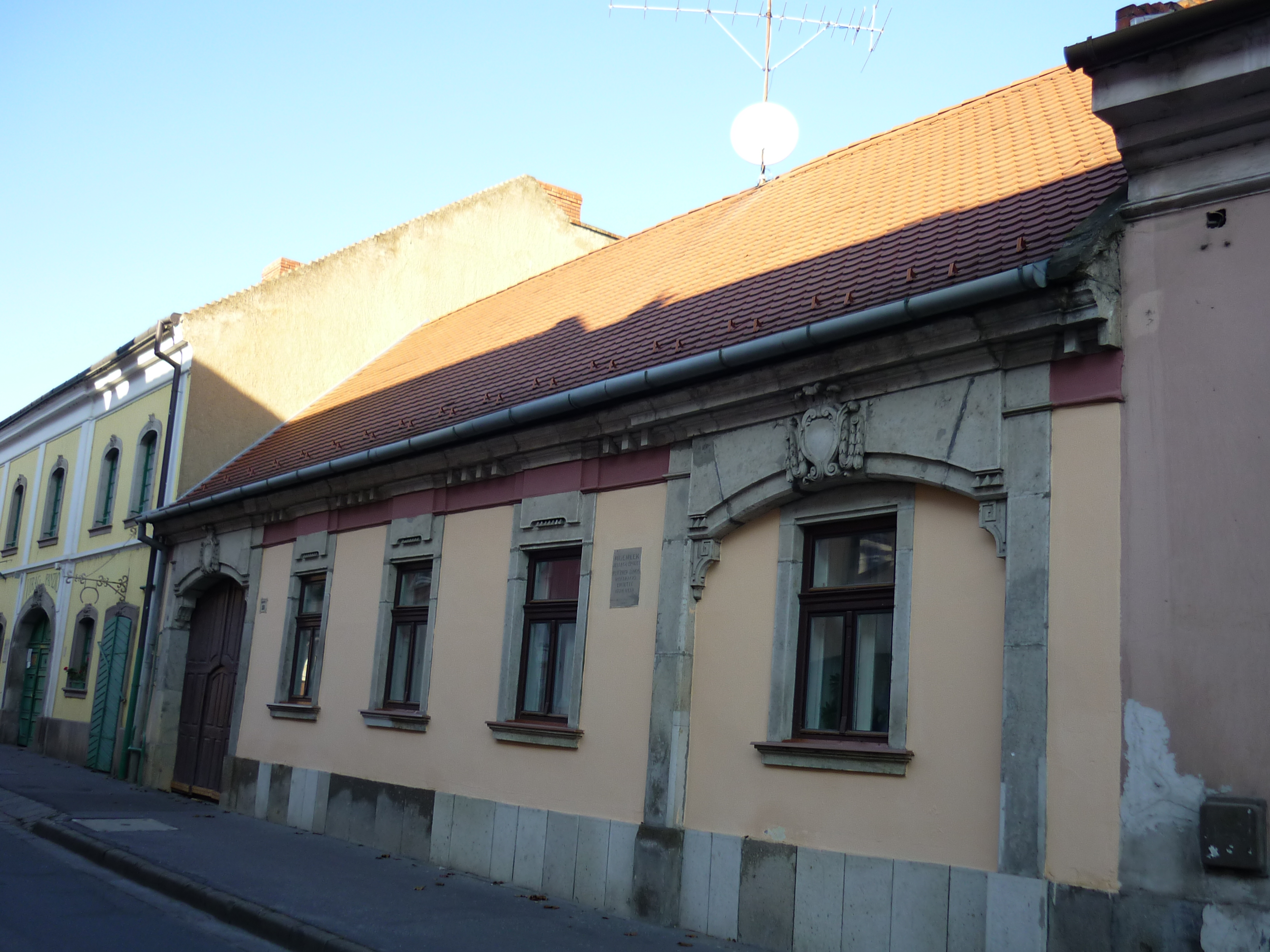
Plitzner–Buday-ház
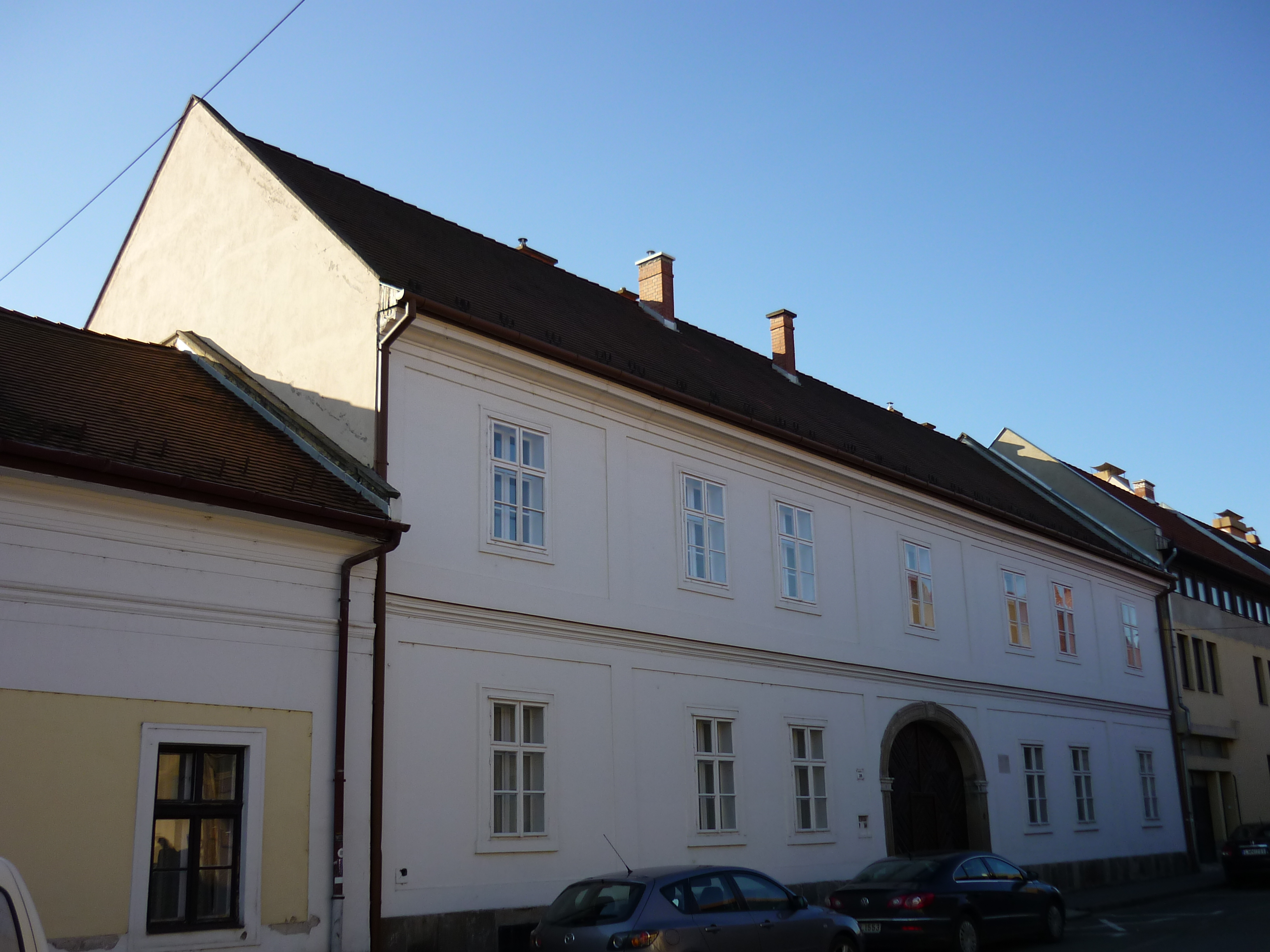
Hagen-ház

- A Hauser-Bodnár-házat (Almagyar utca 13., hrsz.: 6078) 1755–1770 között, több periódusban épült több periódusban épült, rokokó lakóház. Zártsorú beépítésű, U alaprajzú, egyemeletes; homlokzatán enyhén kiülő középrizalittal, egy nagy középső kéménnyel. A földszinti helyiségeket csehboltozat fedi, az emeletiek födéme sík. Ajtajai, ablakai a 18–19. században készültek. A 18. század második felében Hauser Mihály ötvös, 1918–1940 között a Bodnár család tulajdona volt.
- A Plitzner–Buday-ház (Almagyar utca 15., hrsz.: 6081) Plitzner János kőfaragó építette 1776 után; 1918-ban a Buday család tulajdonába került. Zártsorú beépítésű, L alaprajzú, földszintes barokk lakóház, az utcai szárny udvari homlokzatán üvegezett tornáccal, az udvaron egykorú melléképülettel. Egyik helyisége csehboltozatos, a többi födéme sík. A folyosót stukkó díszek ékítik. Ajtajai, ablakai a 18–19. században készültek.
- A Hagen-ház (Almagyar utca 16., hrsz.: 6526) 1772-ben épült barokk lakóépület. Két korábbi ház helyén építette Hagen József kőfaragó. 1992-ben felújították, és ekkor fedélszékét, vakolatait, ajtóit és ablakait, burkolatait teljesen kicserélték.

#### A Bródy Sándor utca épületei

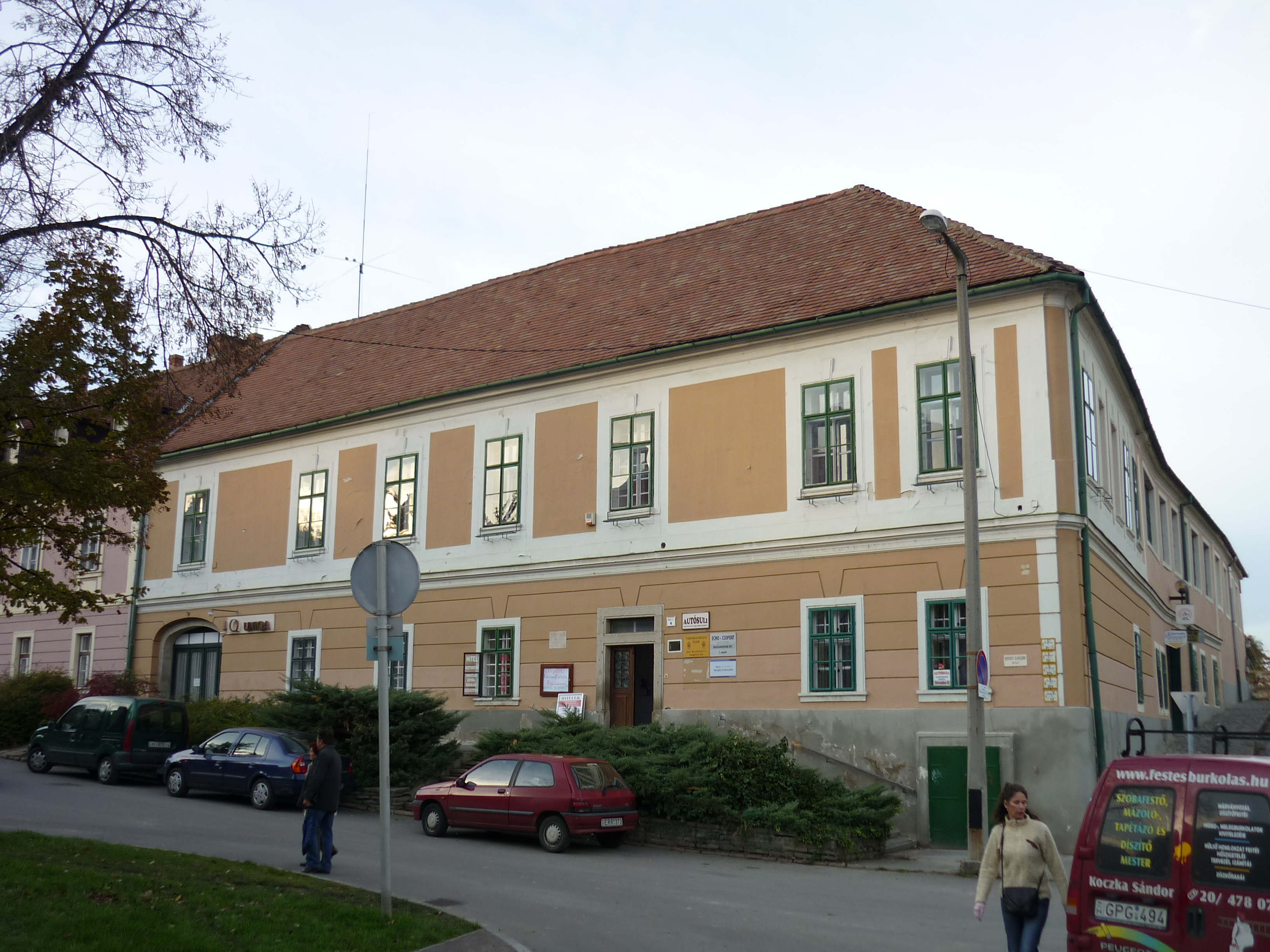
A Fazola–Eősz-ház

- A Fazola–Eősz-ház (Bródy Sándor u. 4.; hrsz.: 4544/1, 4544/2) zártsorú beépítésben álló, műemlék jellegű, barokk egyemeletes sarokház, a Városfal utcai oldalon és a telekbelsőben

későbbi hozzáépítésekkel. Alaprajza kéttraktusos, két kapualjjal. Félig kész állapotban
vásárolta meg Fazola Henrik vasműves; 1767-re lett kész. Az 1800-as tűzvészben leégett, utána Eősz János püspöki prefektus vásárolta meg és építtette újjá. 1819-ben az érsekség vette meg, ekkor újabb változtatásokat hajtottak végre (építész: ifj. Zwenger József). A 20. században egy ideig az Egri Nyomda működött benne, ekkor építették át a Városfal utcai részt.

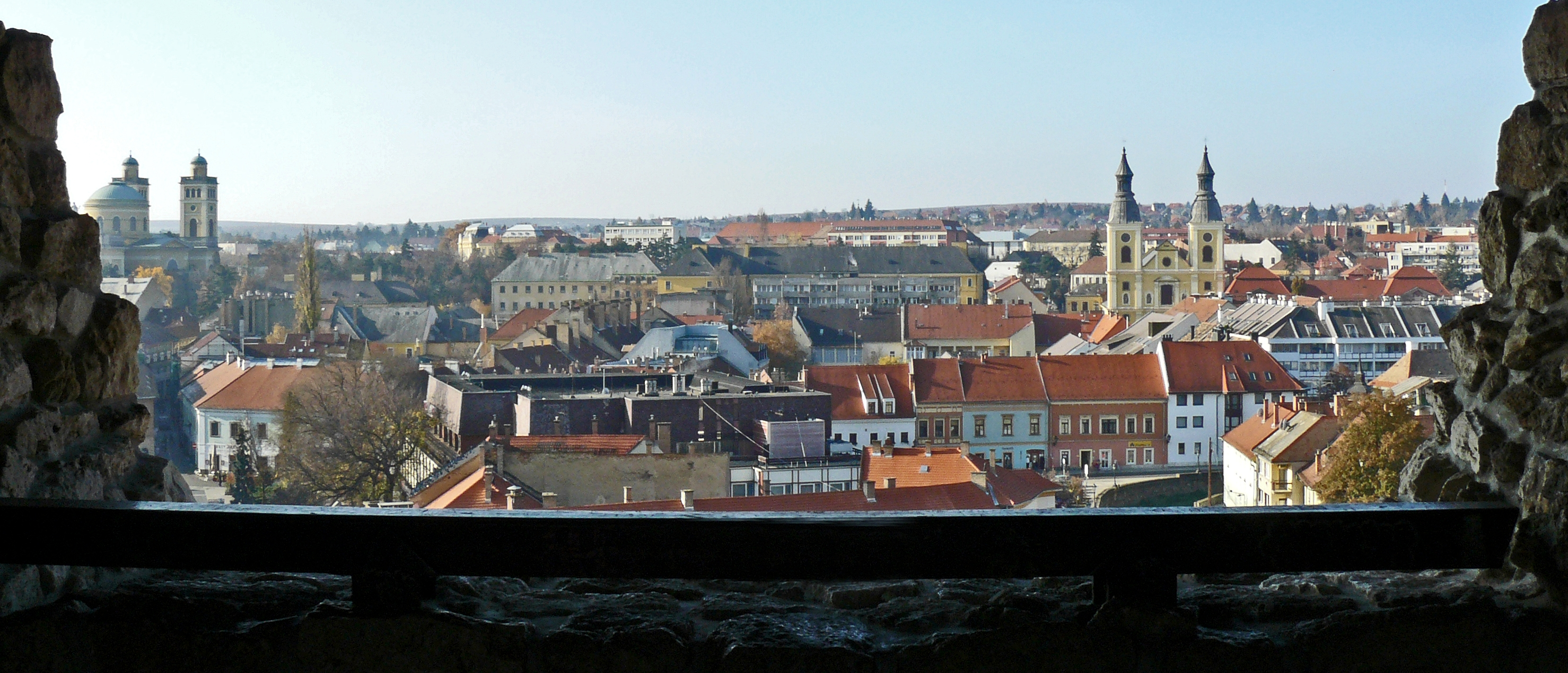
Eger látképe a várból

## Közlekedés
Az 1965-ben átadott helyközi autóbusz-állomás a város központjában található, a bazilika mellett, míg a város vasútállomása a belvárostól mintegy 1 kilométerre délre fekszik, közúti elérését a 25-ös főút felől a 25 301-es számú mellékút (települési nevén Vasút utca) biztosítja. A helyi tömegközlekedésről a Volánbusz gondoskodik, amely kizárólag autóbuszokkal végzi az utasok szállítását. A vonalak kétharmada Eger déli részét kapcsolja össze a Belvároson keresztül az északi városrészekkel, a többi a keleti és nyugati részek összeköttetését biztosítja (jóval ritkább követési időkkel).

### Vasútállomások és megállóhelyek
- Eger vasútállomás
- Eger-Tihamér vasútállomás
- Eger-Felnémet vasútállomás
- Egervár megállóhely
- Almár megállóhely

### Közút
Eger közúton M25-ös autóúton és Kerecsend illetve Ózd felől a 25-ös, Gyöngyös felől a 24-es főúton érhető el. Belső útjának tekinthető a rövidke 252-es főút, mely csak az M25-ös és a 25-ös összekapcsolását szolgálja a város déli részén.
A környező egyéb települések közül Verpeléttel és azon keresztül Gyöngyössel a 2416-os, Egerszóláttal a 24 128-as, Maklárral a 2501-es, Ostorossal a 2503-as, Noszvajjal a 2504-es, Felsőtárkánnyal és azon keresztül Miskolccal a 2505-ös, Mezőkövesddel pedig a 253-as (2020 előtti útszámozás szerint 2502-es) utak kötik össze a várost.

## Kultúra

### Múzeumok

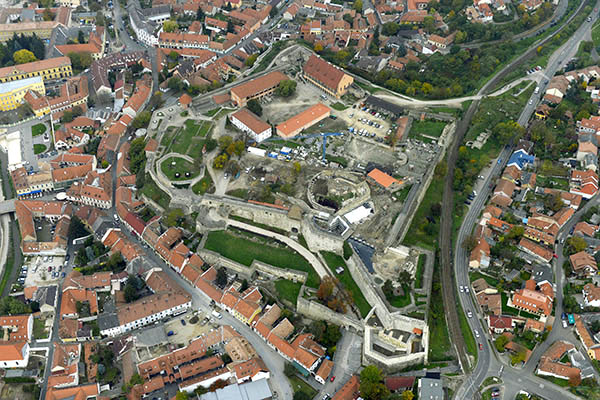
Egri vár légi fotó

Egerben számos múzeum és kiállítóhely található. A műemlékké nyilvánított Egri várban működik a Dobó István Vármúzeum. Az állandó kiállításokon bemutatják a vár történetét, föld alatti erődrendszerét, a középkori büntetési módokat és ezek eszközeit. A kőtárban megtekinthetők az elpusztult katedrálisok maradványai, a hősök termében az 1552-es várvédelmet irányító várkapitány, Dobó István márvány síremlékének fedőlapja. Eger vára volt az első olyan magyar vár, amelynek védői Dobó István parancsnoksága alatt, meg tudták tartani a várat az Oszmán Birodalom ostromló hadai ellenében. A várban található továbbá, az Egri Képtár, hazánk egyik jelentős képzőművészeti gyűjteménye, mely németalföldi, itáliai, osztrák és magyar festményeket őriz. A vár történelmi hagyományait, a kiállítások mellett, programokkal is igyekeznek feleleveníteni.
A Művészetek Háza az Ifjúsági Ház, a Vitkovics-ház és a Templom Galéria összevonásával 2001-ben létrejött, kiemelten közhasznú társaságként működő kulturális és szórakoztató központ. Fenntartója Eger város önkormányzata. Kiállítóhelyei közt van, a Kopcsik Marcipánia, a Harangöntő-ház, a Történeti Tárház, a Tűzoltó Múzeum, a Zsinagóga Galéria, és a Vitkovics-ház (benne, a Kepes György Vizuális Központ és a Vitkovics Mihály emlékszoba).
A Város a város alatt kiállítóhely az egykori érseki pincerendszerben található, bejárata a Bazilikához fölvezető lépcsősor mellett nyílik. A Líceum épületében található, a Főegyházmegyei Könyvtár, és annak Barokk terme, valamint szintén az Egyetem épületében található meg, a Spekula Csillagvizsgáló és a Camera obscura. További múzeumok és kiállítóhelyek Egerben, a Gárdonyi Géza Emlékmúzeum, a Palóc Népművészeti Kiállítás, az István pince és Nemzeti Bormúzeum, a Válide szultána fürdő, a Szemfényvesztés kiállítás (amely látóknak bemutatja a vakok világát), valamint a Templom Galéria és a Kis Zsinagóga, ami egy egri kortárs művészeti kiállítótér. A Megyeháza udvarán található a Heves Megyei Sportmúzeum, mely a megyei börtön egykori épületében kapott helyet
Noé Kertje Élménypark Eger 2021 augusztusában nyitott meg a Noé történetét bemutató látványosság, Eger és Kerecsend  között, a 25-ös számú főút mellett. A park az Eger táblától 700 méterre található.  A környék legmagasabb pontján állatszobrokkal körülvéve már messziről látszik a bárka. A parkban 90 szobor található. Az anyagválasztásnál olyan anyagokat kerestek, amik kültéren időjárásállók, másrészt még kevesen használták, vagy teljesen új izgalmas anyagok eddig még nem alkalmazott felhasználási formái. A szobrok sora hosszú, az orrszarvútól kengurun át pandák, zsiráfok, majomfajták, erdei állatok, nagy macskák, madarak. Az Úr szobra 6 méter magas, fémből készült alkotás.

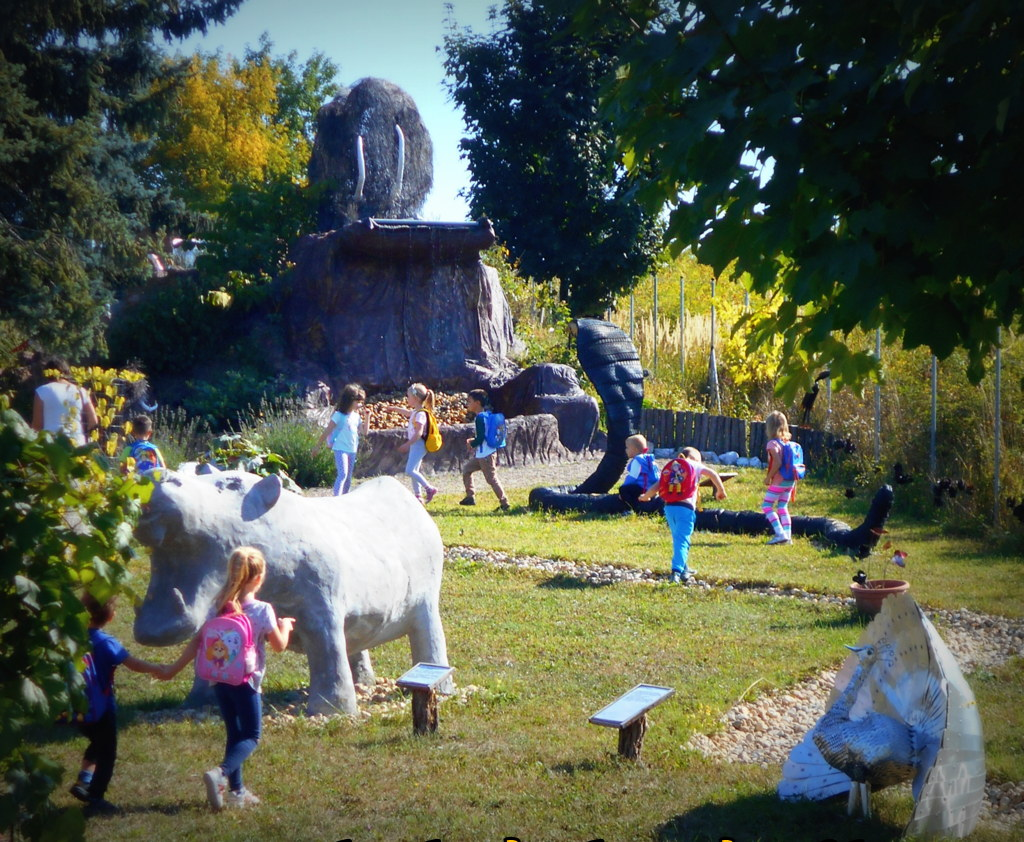
Noé Kertje Egerben egy napfényes őszi napon

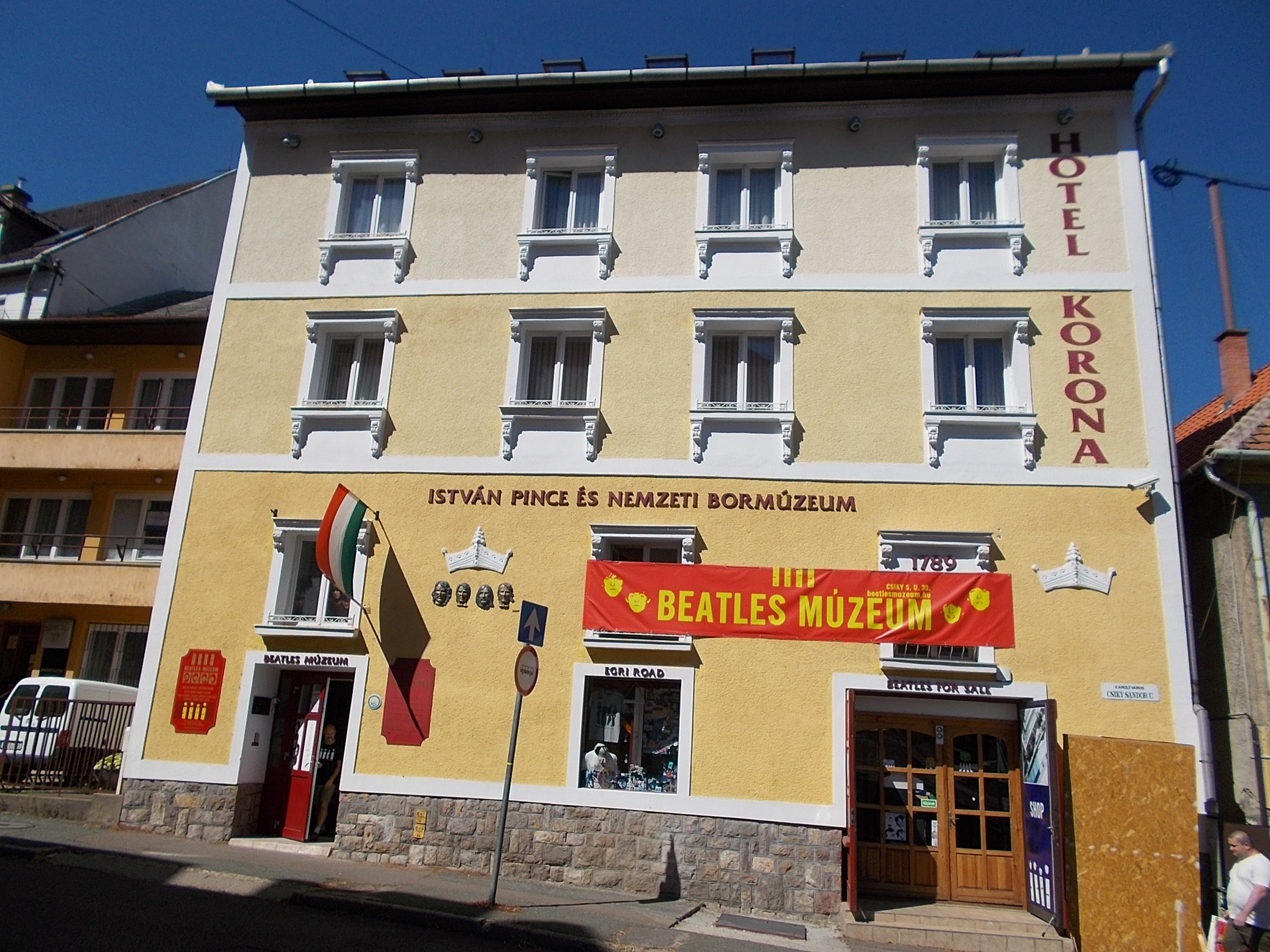
Az Egri Road Beatles Múzeum épülete a Csiky Sándor utcában

2015. május 15-én nyitotta meg kapuit az Egri Road Beatles Múzeum, Kelet-Közép Európa egyetlen állandó Beatles gyűjteménye. Korabeli híradók, interjúk, koncertfelvételek tekinthetők meg gombnyomásra, illetve fejhallgatón hallgathat bele a látogató a zenekar műveibe. A vitrinekben korabeli sajtótermékek, ruhadarabok, makettek, limitált kiadások, ritkaságok láthatóak. A Sárga tengeralattjáróba való bepillantás, a Bors Őrmester lemez monumentális megjelenítése, játékok és élményfotózás varázsolja vissza a látogatót a legendás hatvanas évekbe.

### Templomok
- Egri Bazilika a Pyrker téren: Magyarország harmadik legnagyobb egyházi épülete, 55 m magas tornyaival a város 2. legmagasabb épülete az 57 m magas Minorita templom után.

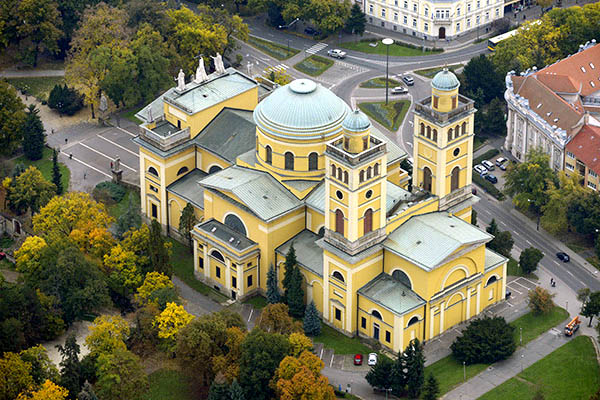
Bazilika légi fotó

- Minorita templom a Dobó István téren: Más néven Páduai Szent Antal templom a Városháza szomszédságában áll.

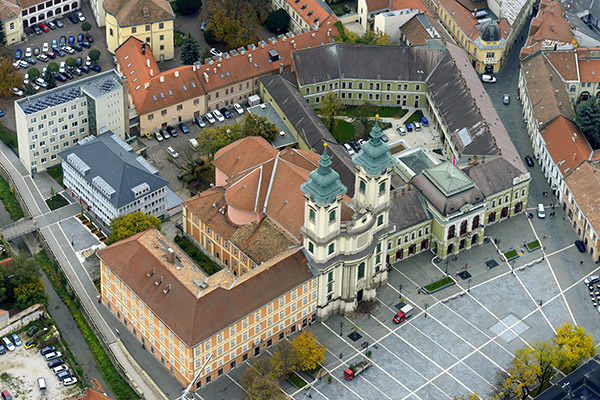
Minorita templom, Eger

- Ciszterek temploma a Széchenyi István utcában:
- Ferences templom a Kossuth Lajos utcában: Más néven „Barátok temploma”, barokk stílusú
- Szervita templom a Szaicz Leó utcában
- Lajosvárosi templom a Köztársaság téren
- Szent Sebestyén vértanú temploma (volt irgalmasok temploma) a Markhót Ferenc utca–Knézich Károly utca sarkán
- Evangélikus templom a Vörösmarty út–Törvényház utca sarkán
- Református templom a Deák Ferenc utcában
- Szent Rozália templom a Szarvaskői úton
- Szent Miklós Rác templom a Vitkovics Mihály utcában: ortodox szerb templom)
- Jézus Szíve plébániatemplom a Maklári úton
- trinitárius templom (Rossztemplom) a Trinitárius utcában
- Szent Rókus temetőkápolna a Rókus közben
- Kisboldogasszony plébániatemplom a Kisasszony utcában
- Szent Anna kórházkápolna a Széchenyi István utcában: a (Markhot Ferenc Oktatókórház és Rendelőintézethez tartozik)
- Mária Szeplőtelen Szíve kápolna (a Szépasszony-völgyben)
- Szent Donát temetőkápolna a Ludányi Antal utcában
- Szent Rozália temetőkápolna a Merengő utcában
- Az elpusztult neológ zsinagóga a a Dr. Hibay Károly és a Kossuth Lajos utca sarkán
- Ortodox sinagóga a Kossuth Lajos utcában
- Kis zsinagóga a Dr. Hibay Károly utcában

Egyházi épületek Egerben:
- érseki palotaegyüttes a Széchenyi utcában

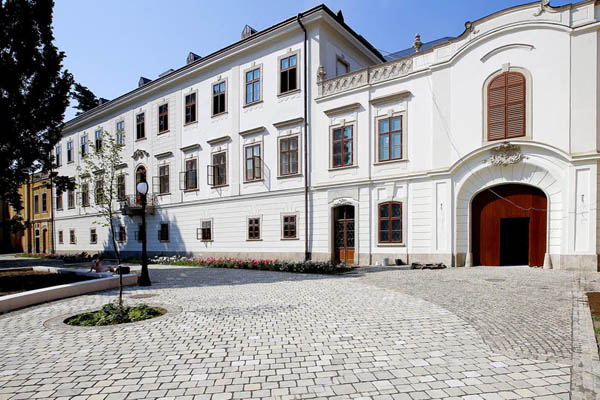
Egri Érseki Palota Látogatóközpont
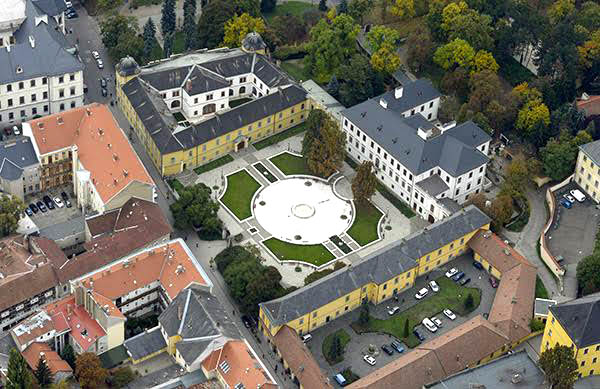
Egri Érseki Palota légi fotó
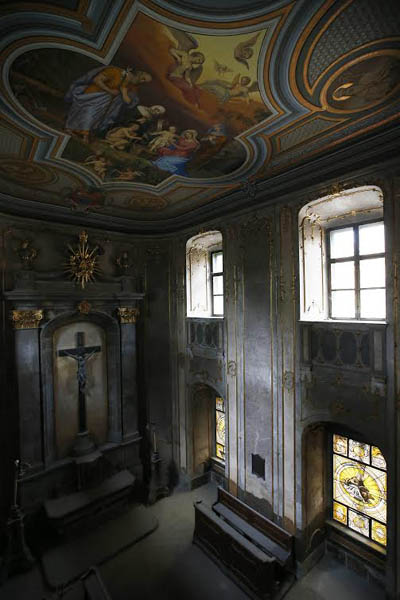

- Kálvin-ház a Markhót Ferenc utcában: (Eger református közösségének központi épülete benne a korábbi templommal)
- Baptista gyülekezet a Deák Ferenc utcában
- Mormon imaház (volt IBUSZ iroda) a Bajcsy-Zsilinszky utcai tömb-belsőben
- Jehova Tanúi Királyságterme a II. Rákóczi Ferenc úton
- Dianetika Misszió a Széchenyi István utcában
- Adventista imaház

### Kulturális intézmények
Egerben három színház található, ezek közül a legnagyobb, a Gárdonyi Géza Színház, majd a Harlekin Bábszínház, és végül a Babszem Jankó Gyermekszínház. Az Egri Kulturális és Művészeti Központ Archiválva 2012. október 15-i dátummal a Wayback Machine-ben 2008. január 1-jén alakult meg, négy korábbi kulturális intézmény összevonásával. Ezek az intézmények, a Bartakovics Béla Közösségi Ház, a Forrás Gyermek- és Ifjúsági Ház, a Templom Galéria, és a Művészetek Háza Eger (a Művészetek Háza további intézményeket foglal magába, a Zsinagóga Galériát, a Kepes Központ – Vitkovics-házat, a Kopcsik Marcipániát, a Történeti Tárházat, és a Tűzoltó Múzeumot). Továbbá Egerben található mozik, az Uránia Mozi és a Cinema Agria Mozi. A város könyvtárai között van, a Bródy Sándor Megyei és Városi Könyvtár, valamint a Főegyházmegyei Könyvtár is.
Eger nevezetességei: a Kossuth Lajos utca barokk épületei (ezek közül is a megyeháza az egyik legkiemelkedőbb), a Nagypréposti palota (ma a megyei könyvtár), a Kispréposti palota, a Líceum (ma az Eszterházy Károly Egyetem főépülete), a Dobó István tér, az egykori Dohánygyár, az Egri minaret, a Bitskey Aladár uszoda, a Szépasszony-völgy (benne Eger legnagyobb kiterjedésű, összefüggő borpincés területe, a ma közel kétszáz pincét számláló Szépasszony-völgy az elmúlt évszázadokban szorosan összekapcsolódott az egri borok hírnevével), továbbá az Egri Termál- és Élményfürdő, valamint az Egri Törökfürdő, amelyeknek az első írásos dokumentuma 1448-ból származik, ebben nevét még karthausi fürdőként emlegetik. A mai létesítmény 1610 és 1617 között épült, a török időkben. Törökök építették rituális célból. Ma már gyógyfürdő. Radonos vize Magyarországon egyedülálló, főképp mozgásszervi betegségek kezelésére használják.

### Lengyel emlékek
A városi temetőben lengyel tisztek sírjai találhatók. A Bazilikában 2001. május 5-én avatták fel Szent Maximilian Kolbe atya emléktábláját. A Minorita-templomban 2002. február 24. óta őrzik Szent Hedvig jobb gyűrűsujjának darabját lengyel adományként. Az Érsek utcában a II. világháború alatt működött Lengyel Gimnázium falán emléktábla található. A Nagypréposti palota falán Henryk Dembińskiről található emléktábla, a Várban Adam Czahrowski költőről. A Foglár György utcában pedig Lengyel-magyar barátság lépcsője található.

### Média
- A város TV-csatornái: Városi Televízió Eger, a Líceum TV, és az Agria TV.
- Egri adótelephelyről sugározzák: a Rádió 1 (101,3 MHz), a Szent István Rádió (91,8 MHz), az FM 7 (100,7 MHz), és a Dankó Rádió (96,2 MHz) műsorait, ezen felül elérhető a városban a Petőfi Rádió (102,7 MHz), a Kossuth Rádió (95,5 MHz) és a Bartók Rádió (90,7 MHz) adása is.
- Helyi újságok, magazinok: a Heves Megyei Hírlap, az Egri Est, a Royal club – Heves megye, a Part magazin (egri kulturális, ifjúsági és környezetvédelmi magazin), az Egri Magazin (a város lapja). Online magazinok: az eger.hu – Eger Megyei Jogú Város hivatalos portálja, a Heol, a Heves vármegyei portál, az Egri Szín online, az Agria.hu, és a Innenindulj.hu., egriprogramok.hu – a város és környékének programjai egy helyen. Korábban az Egri újság is itt jelent meg, míg meg nem szűnt.
- Egerben forgatták: az Egy úrilány szobát keres] (1937), a Bakaruhában] (1957), az Isten hozta, Őrnagy Úr! (Szarvaskő), 1969), a Jumurdzsák Gyűrűje (játék, 2006), a Nincs kegyelem (2007), az Egon és Dönci (2007), a Báthory (2008), és a Szinglik éjszakája (2010).
- Helyi zenekarok: a Burn In Shame, a Cabaret, a Cannonball, a Destroy The Plastic Chairs!,[48] az Eger a Marson, az Extazis,[49] a Fülig Jimmy BRB,[50] a Gajdos Zenekar, a Hellforbreakfast, a Kerekes Band, a Kupak Tamás és a Sörnyitók,[51] a Kurul Dobosok,[52] a Mom's favorite, a Rózsaszín Párduc, a Szükségállapot, a Sick Stars, az Ethnofil, a Viharcsillag,[53] a Tango Underground, a Tisztán A Cél Felé, a Shapat Terror,[54] a Wrong Way 61,[55] a Delirium Retro, és az Egri Obsitos Fúvószenekar.[56]
- Klubok: az Egal Cult Club, a Broadway Studio, a The Grove, és a Hippolit Club

### Rendezvények
- Egri Tavaszi Fesztivál (március vége, április eleje)
- Egri Érsekkerti Nyári Játékok – színház felnőtt és gyermek darabokkal (július–augusztus)
- Agria Nyári Játékok (egész nyáron)
- Erlau Táncfesztivál (július vége, augusztus eleje)
- Az Egri Bikavér Ünnepe (július közepe)
- Utcazenészek Versenye Eger és Képzőművészeti Utcafesztivál (július vége)
- Középkori Piactér (július vége)
- Végvári vigasságok (július vége)
- Fesztivál a barokk Egerben (július–augusztus)
- Szépasszonyvölgyi Fesztivál (augusztus közepe)
- Bormustra az egri Piacz-on (augusztus közepe)
- Slow Film Festival /2007-ig Filmművészeti Nyári Egyetem/ (augusztus)
- Agria Nemzetközi Néptánctalálkozó (augusztus vége)
- Eger Ünnepe (szeptember közepe) – civil fesztivál
- Egri Vár Napja (október 17.) – a vár összes múzeuma ingyenesen látogatható

### Eger az irodalomban
- Eger a címadója és fő helyszíne Gárdonyi Géza Egri csillagok című regényének.
- Felnémet a címadó helyszíne Lipták Gábor A felnémeti pincevár című elbeszélésének.
- Az egri Gárdonyi Géza Ciszterci Gimnázium tanulója volt Bródy Sándor, aki megírta Az egri diákok című művét.

### Egri Csillagok Sétánya

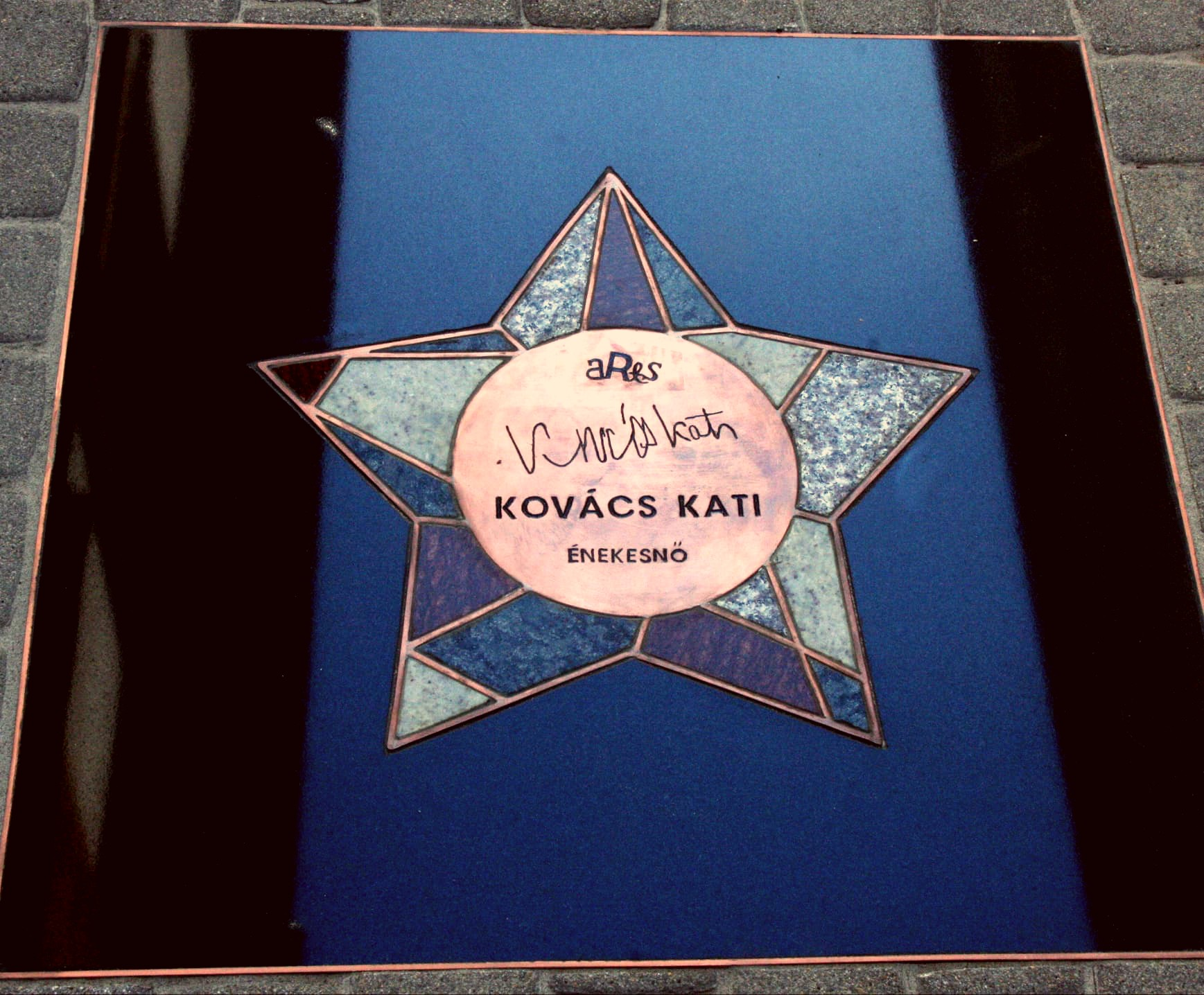
Kovács Kati csillaga a Csillagok Sétányán, Egerben

Az Eger Sikeréért Egyesület az önkormányzattal együttműködve 2018-ban hozta létre az Egri Csillagok Sétányát, hogy azok előtt tisztelegjenek, akik munkásságukkal, életművükkel hozzájárultak a város fejlődéséhez, hírnevének erősítéséhez. A következő években a Hollywood Walk of Fame mintájára, az Érsek utcában helyeznek el csűrcsillagot ábrázoló díszkövet, önkormányzati ciklusonként legfeljebb tíz darabot. Az első csillagot, az egri származású Kossuth-díjas énekesnő, Kovács Kati (előadóművész) kapta.
Eddigi díjazottak:
- Kovács Kati, Kossuth-díjas és Liszt Ferenc-díjas előadóművész, dalszövegíró, színésznő, Eger díszpolgára – (egyéni, 2018)
- Biros Péter; Szécsi Zoltán; Madaras Norbert; és Pócsik Dénes (posztumusz), olimpiai bajnok vizilabdázók (csoportos, 2018)
- Törőcsik Mari; háromszoros Kossuth-díjas színésznő, a Nemzet Művésze és a Nemzet Színésze (egyéni, 2019)
- Ringelhann György, Eger korábbi polgármestere (egyéni, 2019)
- Tordai Teri, Kossuth-díjas színésznő (egyéni, 2021)
- Sike András, olimpiai bajnok birkózó, edző (egyéni, 2021)

## Oktatás

### Felsőoktatás
- Eszterházy Károly Katolikus Egyetem
- Egri Hittudományi Főiskola és Érseki Papnevelő Intézet

### Gimnáziumok
- Dobó István Gimnázium Archiválva 2012. november 30-i dátummal a Wayback Machine-ben
- Egri Pásztorvölgyi Általános Iskola és Gimnázium (Felnémeten)
- Egri Szilágyi Erzsébet Gimnázium és Kollégium Archiválva 2021. április 11-i dátummal a Wayback Machine-ben
- Egri Ward Mária Általános Iskola, Gimnázium, Kollégium és Alapfokú Művészeti Iskola
- Eszterházy Károly Egyetem Gyakorló Általános, Közép-, Alapfokú Művészeti Iskola és Pedagógiai Intézet
- Gárdonyi Géza Ciszterci Gimnázium
- Neumann János Gimnázium, Technikum és Kollégium

### Középiskolák, Technikumok, Szakképző Iskolák
- Andrássy György Katolikus Közgazdasági Technikum, Gimnázium és Kollégium
- Egri Szalaparti Egységes Gyógypedagógiai és Módszertani Intézmény Archiválva 2020. augusztus 14-i dátummal a Wayback Machine-ben
- EVENTUS Üzleti, Művészeti Szakgimnázium, Technikum, Gimnázium, Szakképző Iskola, Alapfokú Művészeti Iskola és Kollégium
- Heves Megyei Szakképzési Centrum Bornemissza Gergely Technikum, Szakképző Iskola és Kollégiuma Archiválva 2020. március 7-i dátummal a Wayback Machine-ben
- Heves Megyei Szakképzési Centrum Kossuth Zsuzsanna Technikum, Szakképző Iskola, Kollégium és Könyvtár
- Heves Megyei Szakképzési Centrum Sárvári Kálmán Technikum, Szakképző Iskola és Kollégium
- Heves Megyei Szakképzési Centrum Szent Lőrinc Vendéglátó és Idegenforgalmi Technikum és Szakképző Iskola
- IQ Pont Gimnázium, Informatikai, Közgazdasági, Nyomdaipari Technikum és Szakképző Iskola
- Wigner Jenő Műszaki, Informatikai Technikum, Szakképző Iskola, Gimnázium és Kollégium

## Turizmus

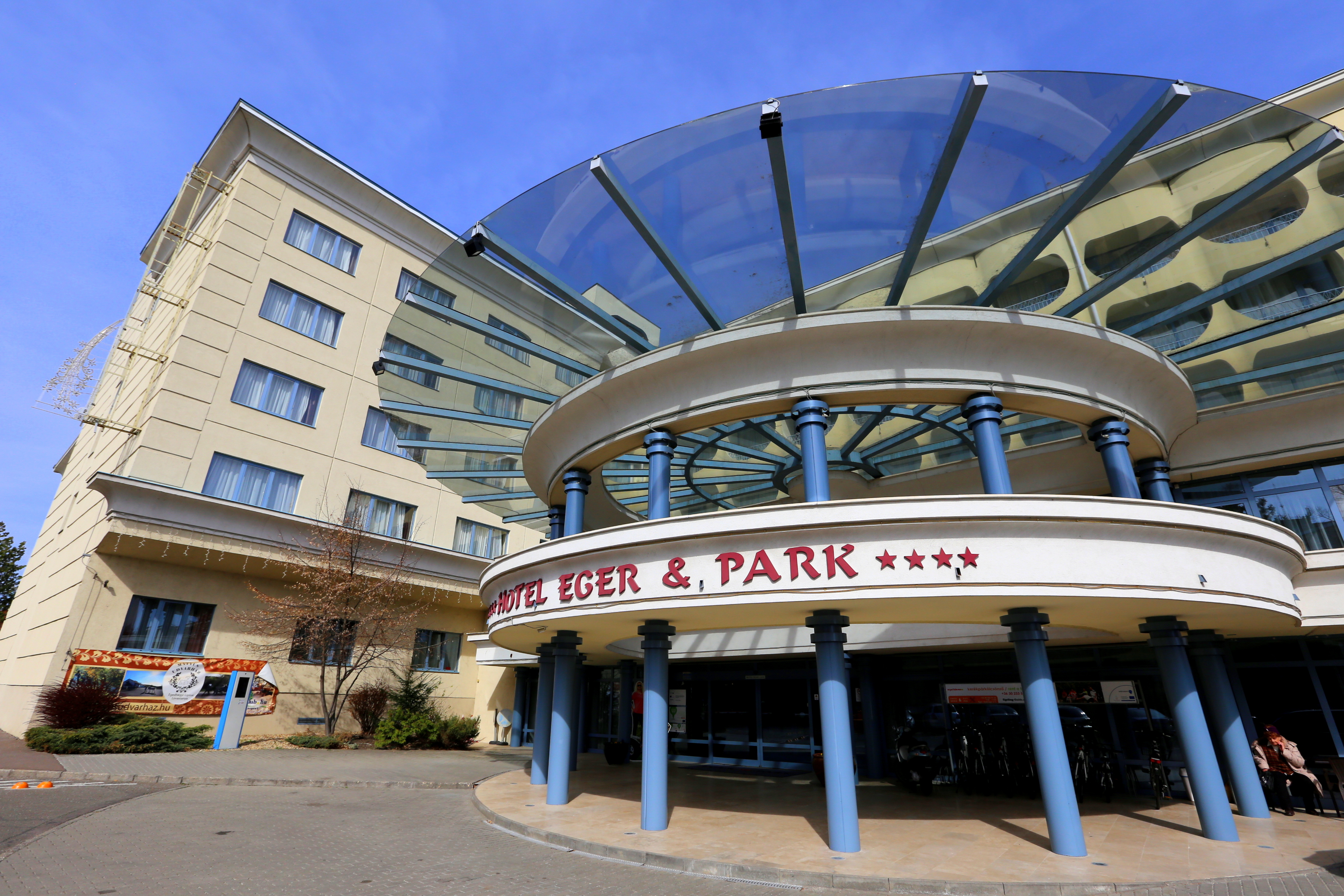
Hotel Eger & Park

Kereskedelmi szálláshelyeken eltöltött vendégéjszakák tekintetében 303 ezer vendégéjszakával (2012) Magyarország 11. legnépszerűbb települése.

## Sport
- Aikidó
  - Shobukan Dojo, Eger
- Amerikai futball
  - Eger Heroes
- Baseball
  - Egri csillagok (NB II)
- Floorball
  - Mecman Eger Innebandy SE
- Kézilabda
  - SHS Eger SE
- Kosárlabda
  - Eszterházy Károly Főiskola-HÉSZ Gépszolg SE (NB I/B)
- Labdarúgás
  - Egri FC (NB III)
- Röplabda
  - Agria RC Eger (NB I/B, nők)
- Sótókan karate
  - Shotokan karate Közhasznú Önvédelmi SE. Eger[halott link]
- Tájfutás
  - Egri Spartacus Tájékozódási Futó Sportegyesület
  - Egri Testedző Club
- Úszás
  - Bitskey Aladár uszoda
  - Dr. Bárány István Sportuszoda
- Vívás
  - Egri Városi Vívóklub Archiválva 2012. június 7-i dátummal a Wayback Machine-ben
- Vízilabda
  - ZF Eger (OB I)

## Személyek

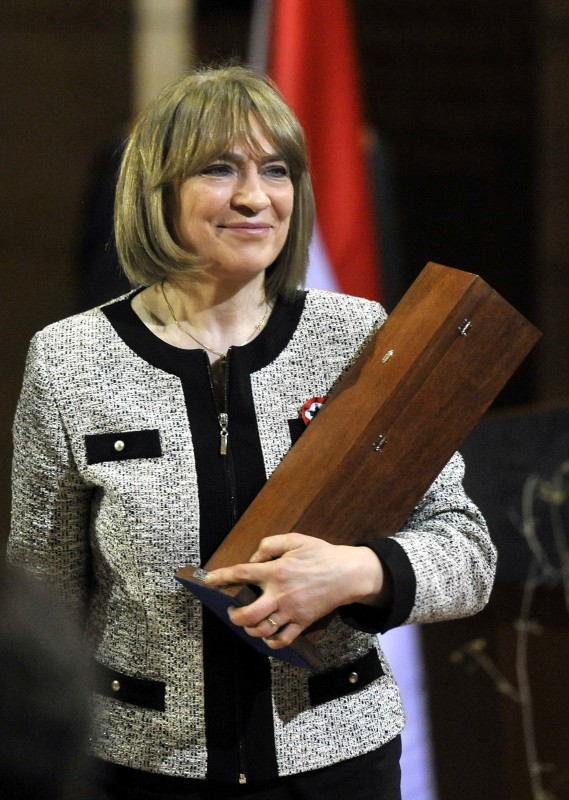
Kovács Kati Kossuth-díjas énekesnő

### Eger díszpolgárai
A lista még hiányos.
- Bánffy György (2010) színész
- Biros Péter olimpiai bajnok vízilabdázó (2008)
- Bitskey István történész (2011)
- Chikán Attila közgazdász, egyetemi tanár (2012)
- Gömöri Zsolt vívó (2013)
- Habsburg Ottó politikus
- Illés György Kossuth-díjas operatőr
- Kopcsik Lajos mestercukrász (1999)
- Kovács Kati Liszt Ferenc- és Kossuth-díjas előadóművész, színész, dalszerző (2013)
- Nagy Ernő festőművész (2015)
- dr. Nagy János
- Pócsik Dénes olimpiai bajnok vízilabdázó (2003)
- dr. Ringelhann György orvos, volt polgármester
- Szabó Attila Kossuth-díjas zenész (2014)
- Szécsi Zoltán olimpiai bajnok vízilabdázó (2008)
- Mészáros György önkormányzati képviselő, újságíró, cigánykutató (1992)

## Testvérvárosok
- Pori, Finnország (1973)

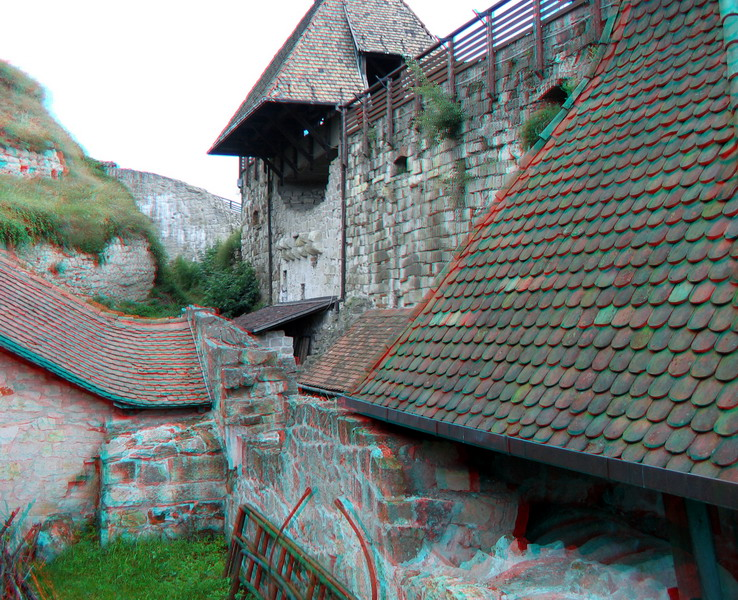
Az egri vár 3D képen

- Mâcon, Franciaország (1985)
- Sarzana, Olaszország (1990)
- Esslingen, Németország (1991)
- Gyergyószentmiklós, Románia (1993)
- Kutná Hora, Csehország (2001)
- Przemyśl, Lengyelország (2003)
- Csebokszári, Oroszország (2004)
- Alsókubin, Szlovákia (2006)
- Munkács, Ukrajna (2010)
- Jerikó, Palesztina (2013)[58]
- Székesfehérvár, Magyarország (partnerváros, 2016)[59]

## Érdekességek
- Eger egyike annak az öt magyar településnek, amelynek a nevét kráter viseli a Marson (1976 óta, a másik négy: Paks, Bak, Kalocsa és Igal).
- Létezik egy 3103 Eger nevű aszteroida is.
- Az északnyugat-csehországi Cheb városa a német térképeken Eger néven szerepel. (Magyarázat: a város 1945-ig színnémet település volt. Nevét is az Eger nevű folyóról kapta, melynek partján létesült a 11. században.)
- Egerben, a Knézich Károly utcában található az egykori Oszmán Birodalom legészakibb minaretje, a Kethüda mináré
- Eger benyújtotta pályázatát a 2010-es Európa kulturális fővárosa címre. Pécs és Miskolc után harmadik lett. további infó
- Magyarországon Egerben található camera obscura, azaz „sötétkamra”.
- Az Eger fölé emelkedő Nagy-Eged hegy oldalában 501 méter magasan van Magyarország legmagasabban fekvő szőlőtermő területe.

## Képek Egerről

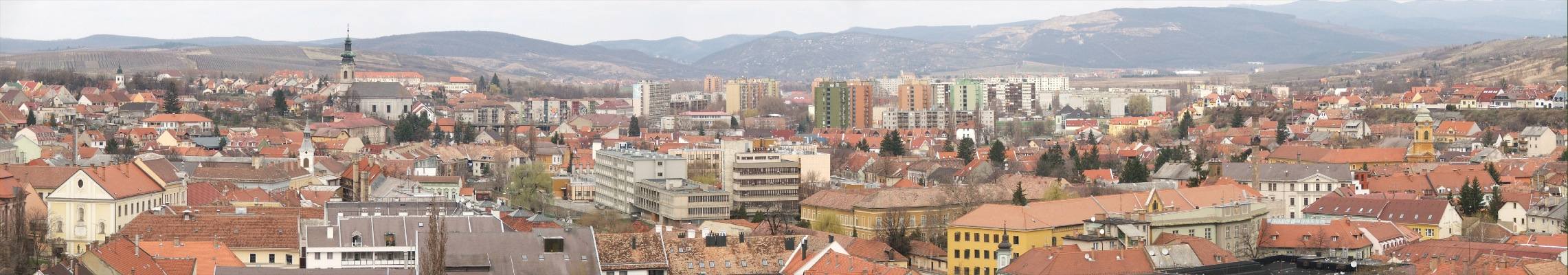
Panoráma

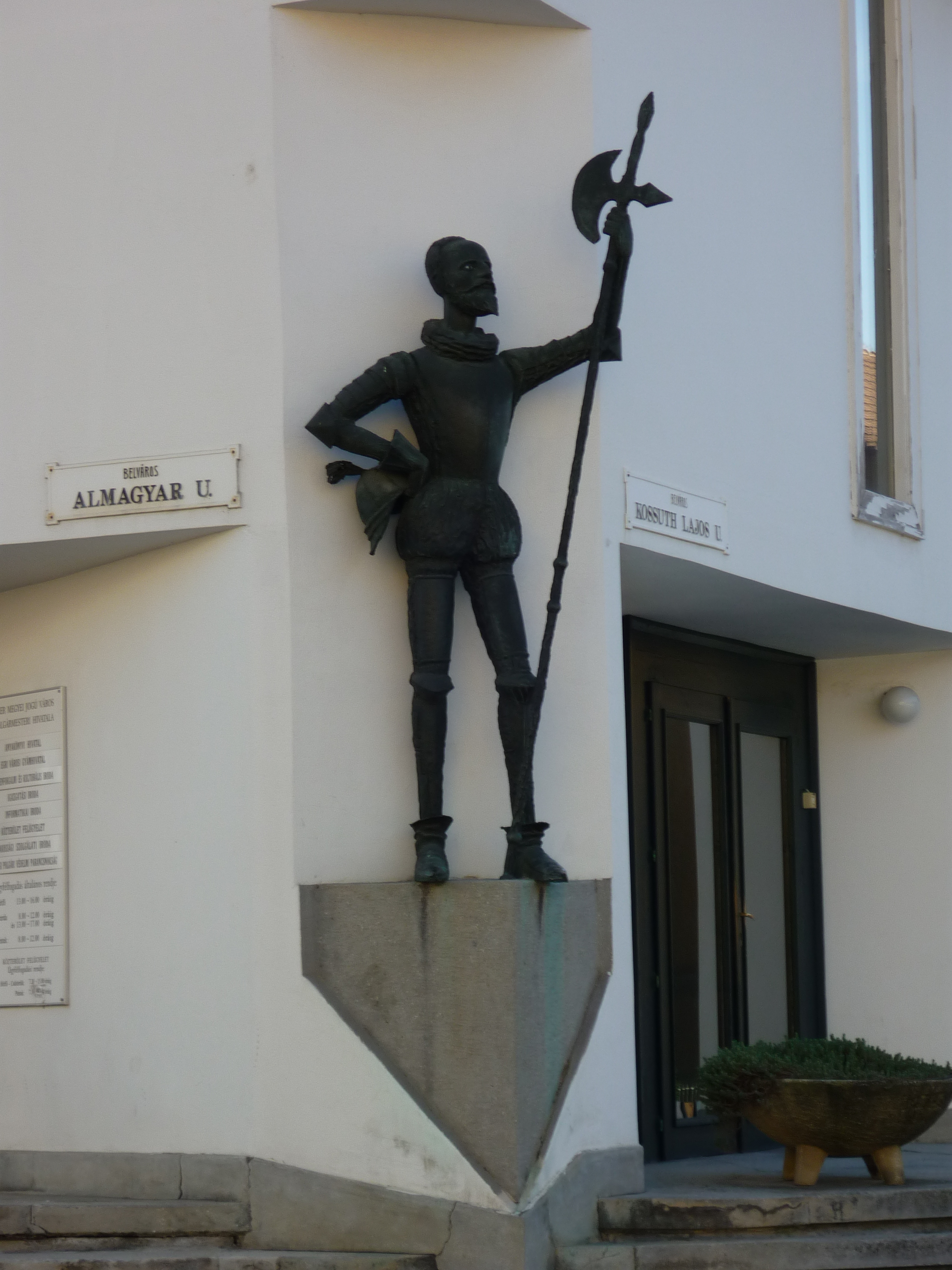
Makrisz Agamemnon: alabárdos katona szobra az Almagyar és a Kossuth Lajos utca sarkán
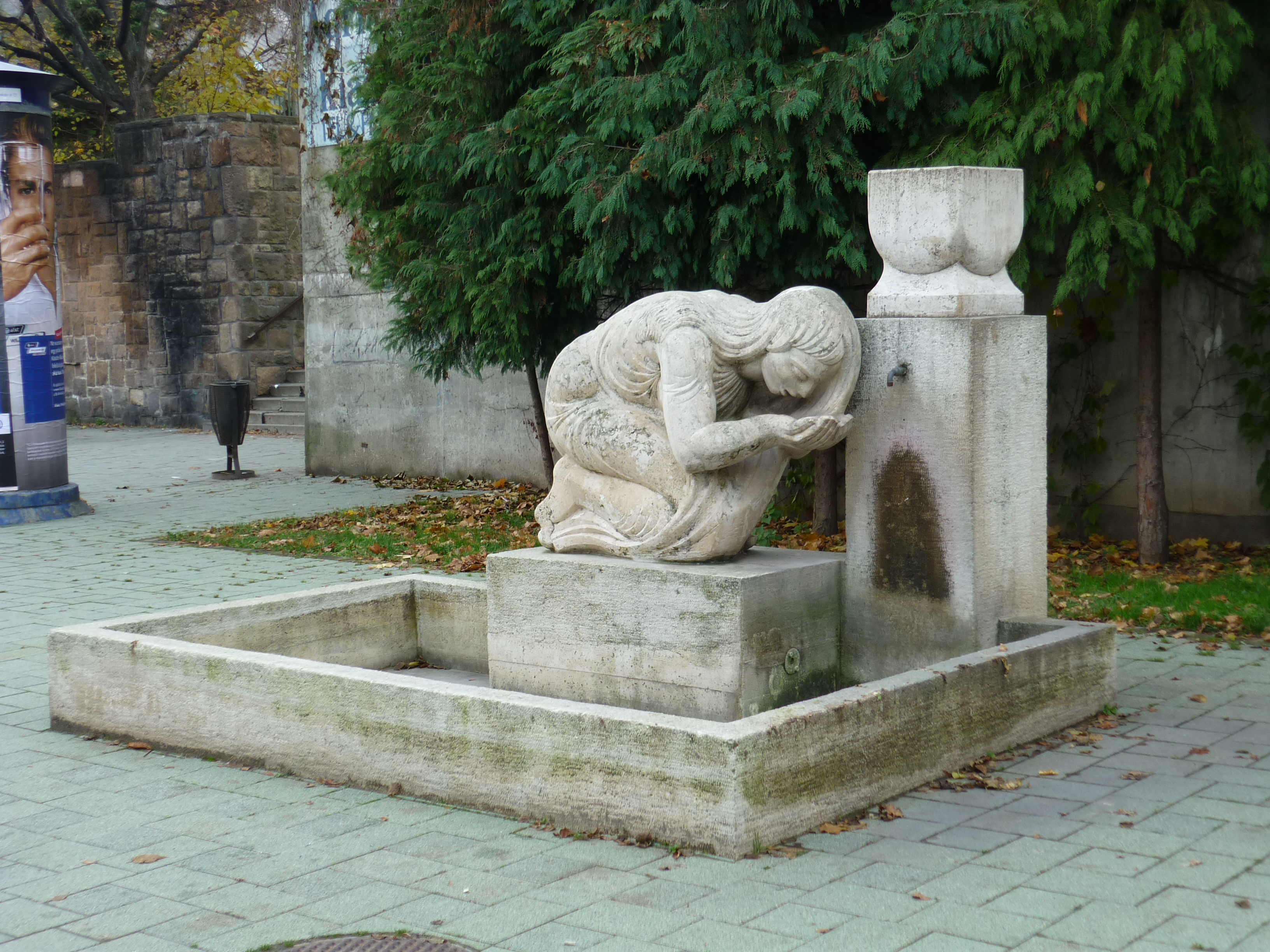
Király Róbert (1989): Szomjúság (Ivó női alak) – ivókút
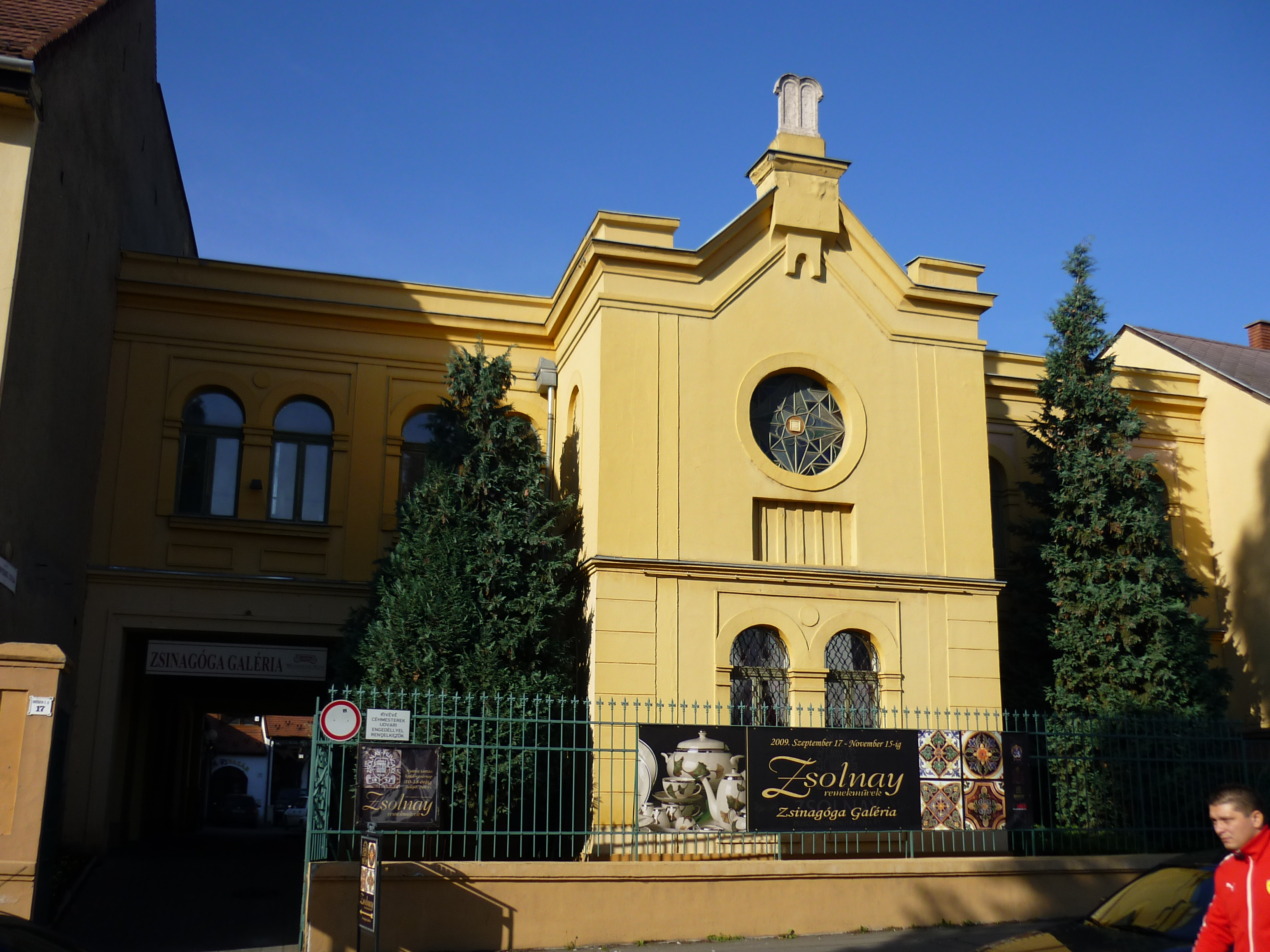
A Zsinagóga Galéria
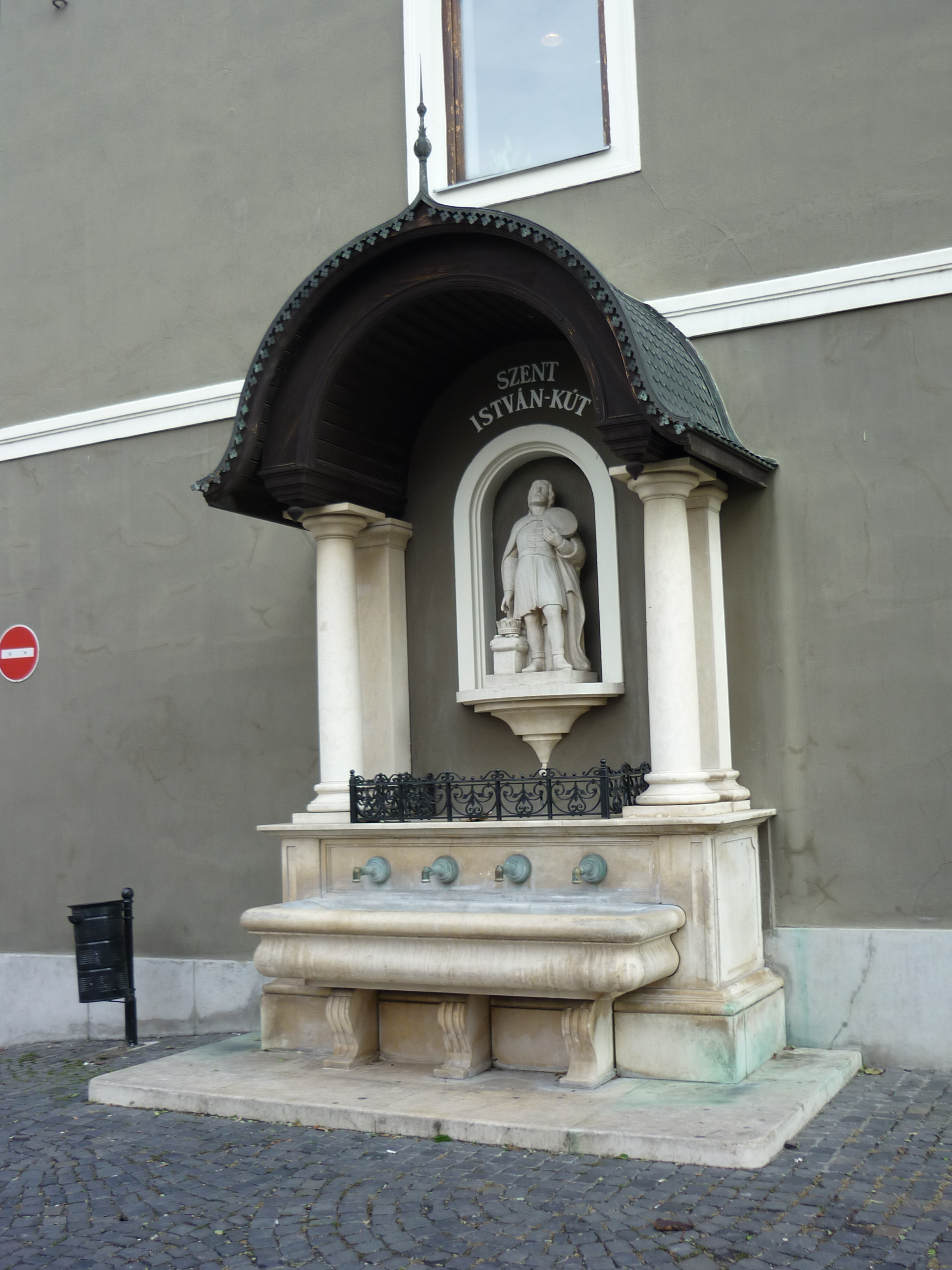
A Fellner Jakab út és a Bajcsy-Zsilinszky út sarkánál álló ivókutat (Szent István-kút) az Egri Városszépítő Egyesület kezdeményezésére Wild László készítette 1985-ben
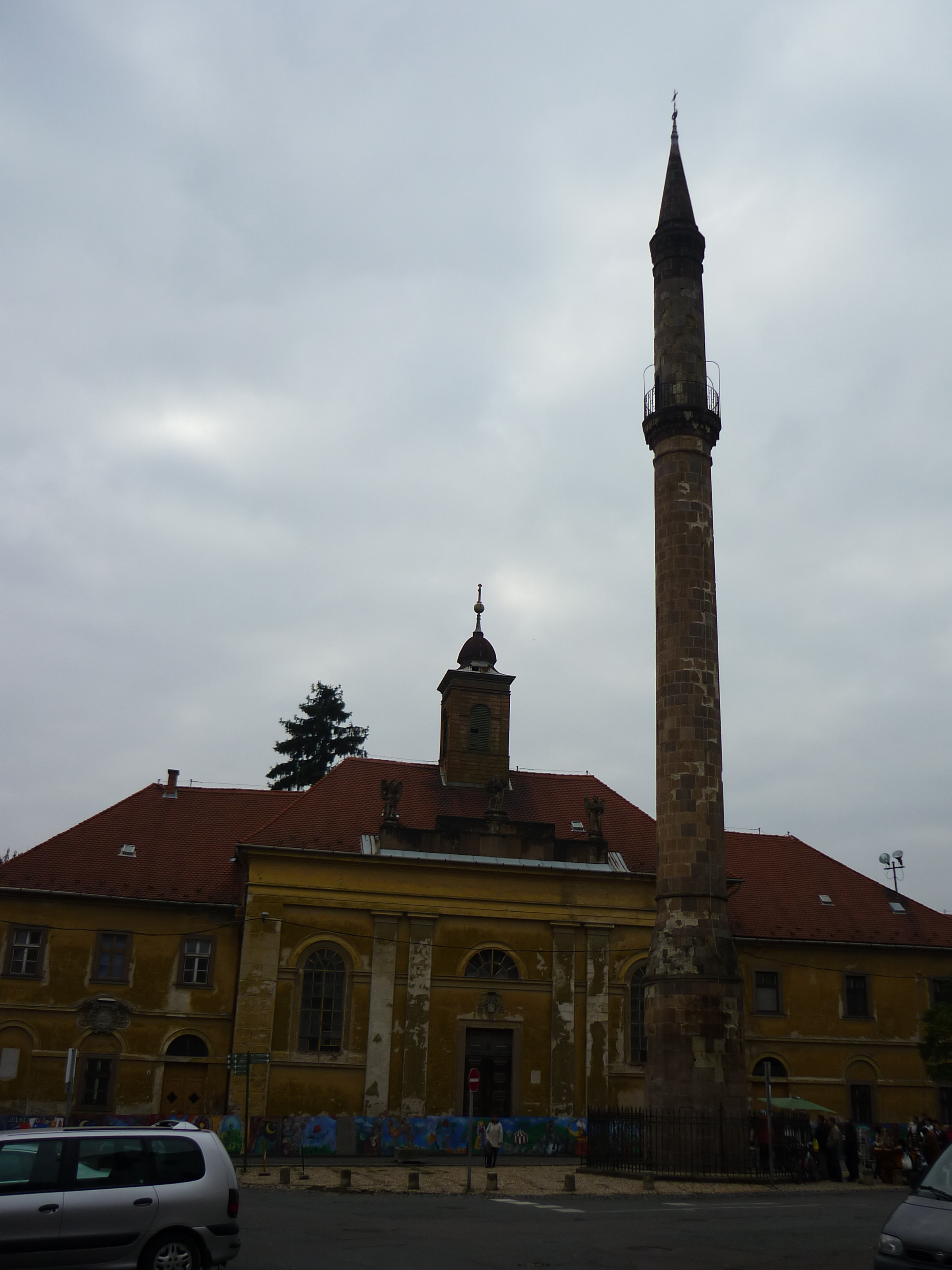
A minaret és a római katolikus templom (korábban: irgalmasok temploma) – klasszicista, épült 1842-ben